# Cultura de Argentina

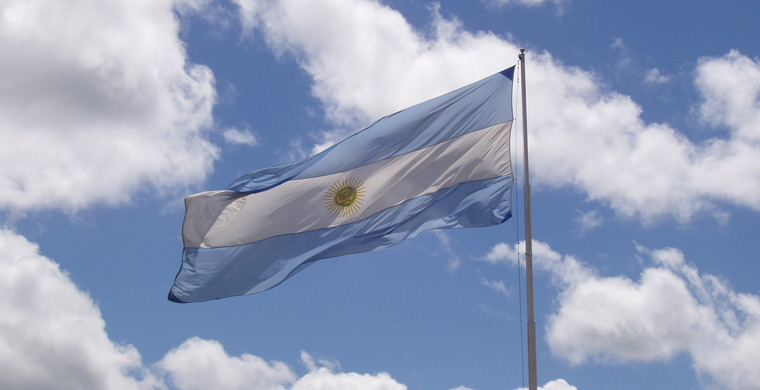
Bandera de Argentina.

La cultura de Argentina está marcada por el carácter multiétnico y multicultural de su población, el fuerte sincretismo de sus formas de expresión y una positiva valoración del progreso y la modernidad, en la que se conjugan, no sin conflictos, muchas identidades étnicas y un sentido de pertenencia a las culturas europeas y latinoamericanas, con algunos aportes asiáticos y africanos.
El escritor argentino Ernesto Sabato ha reflexionado sobre la naturaleza de la cultura argentina del siguiente modo:

Fracturada la primitiva realidad hispanoamericana en esta cuenca del Plata por la inmigración, sus habitantes venimos a ser algo dual, con todos los peligros pero asimismo con todas las ventajas de esa condición: por nuestras raíces europeas vinculamos de modo entrañable el interior de la nación con los perdurables valores del viejo mundo; por nuestra condición de americanos, a través del folclore interior y el viejo castellano que nos unifica, nos vinculamos al resto del continente, sintiendo de algún modo la vocación de aquella Patria grande que imaginaron San Martín y Bolívar.
Ernesto Sabato.

La cultura argentina tiene como origen la mezcla de otras que se encontraron durante los años de las inmigraciones. En cuanto a sus ideologías se destacan sus pensamientos y lenguajes liberales o socialdemócratas, mucho valor a la libertad, también la democracia y el respeto a los derechos humanos.
Existe en el país una gran diversidad de actividades culturales y una importante actividad artística, en el teatro, la pintura, la escultura, la música, la literatura. Se ofrecen en todas las ciudades más importantes del país y fundamentalmente en Buenos Aires, diariamente, conferencias, conciertos, exposiciones, museos, cursos, funciones de teatro y ballet. Las salas de cinematografía y espectáculos abundan en todas las ciudades más grandes. La música popular como el tango, el folclore (inicialmente el tango era puro folclore urbano de las ciudades de Buenos Aires y Rosario pero con el fin de la «Guardia vieja» y el inicio de los tangos canción de Pascual Contursi y Carlos Gardel dejó de ser estrictamente parte del folclore argentino al dejar de ser folclore stricto sensu al ya tener autores y protagonistas conocidos, en todo caso el tango siempre se ha mantenido, pese a su difusión internacional, como una de las músicas típicas de Argentina junto con las otras músicas folclóricas argentinas) y el rock nacional argentino (denominado entre los 1960 y 1980 «Música progresiva» y «Nueva música urbana argentina») es interpretada y bailada en ámbitos especializados y en lugares de asistencia masiva.

## Idioma
El español rioplatense o castellano rioplatense es la variedad registrada del español hablada en Argentina y en Uruguay. Su uso se extiende en la zona de la cuenca del Río de la Plata y otras regiones aledañas. Centrado en las aglomeraciones de Gran Buenos Aires, Montevideo, Gran Santa Fe, Bahía Blanca, Gran Rosario, Mar del Plata y Gran La Plata, los focos poblacionales más importantes de la región, extiende su influencia cultural a regiones geográficamente distantes, sobre todo a través de los medios audiovisuales, en los que es el dialecto estándar para Argentina.
El idioma castellano es entendido y hablado como primera o segunda lengua por prácticamente la totalidad de la población. De todos los países del mundo donde el castellano tiene estatus predominante, Argentina es el de mayor extensión territorial. El español es el único idioma de uso en la administración pública a nivel nacional, sin que ninguna norma legal lo haya declarado como oficial. Sin embargo, la provincia de Corrientes declaró en 2004 la cooficialidad del guaraní para la enseñanza y los actos de gobierno, aunque no se encuentra reglamentada.
En 2010, Chaco pasó a ser la segunda Provincia argentina en adoptar más de un idioma oficial, al declarar los idiomas qom (lengua nativa de la etnia toba), moqoit (lengua nativa de la etnia mocoví) y wichi (lengua nativa de la etnia wichi) idiomas oficiales alternativos de la provincia. De esta manera, Chaco se sumó a la provincia de Corrientes como las únicas en tener más de un idioma oficial.
Una jerga típica es el lunfardo, surgido principalmente en la ciudad de Buenos Aires a fines de siglo xix y que ha hecho préstamos al habla de todos los argentinos.

## Composición étnica
Al igual que con Australia, Canadá, Estados Unidos y Brasil, Argentina es considerado un «país de inmigración», es decir una sociedad que ha sido influida decisivamente por uno o más fenómenos inmigratorios masivos.
La actual población argentina es el resultado directo de una mezcla de la gran ola de trabajadores inmigrantes que ingresaron entre 1850-1950, mayoritariamente italianos y en segundo lugar españoles, con las poblaciones indígenas originarias, afroargentinas y con los gauchos, provenientes del período colonial. Algunas fuentes estiman que alrededor del 90 % de la población desciende de europeos, principalmente, italianos y españoles. Los distintos grupos que integran su población han establecido intensos mestizajes interétnicos. Se estima que un 90% de la población argentina tiene por lo menos algún antepasado europeo, sobre todo italianos y españoles, un 56 % tiene algún antepasado indígena, y alrededor del 3 % algún antepasado africano.
Desde el siglo xvi ha predominado una mixogénesis de grado (consentida) o por fuerza en la cual han predominado los genes europeos (especialmente españoles aunque no únicamente europeos españoles) con mujeres de estirpe indígena y luego el añadido de la estirpe africana subsahariana o «negra», esto significó que ya a fines del siglo XVIII gran parte de los argentinos tuviera un predominio de genes «blancos» ya que un europeo solía tener hijos e hijas con varias mujeres de «castas», de este modo se entiende que el fisiotipo predominante entre los mancebos de la tierra y luego el de gran parte de los gauchos fuera el «blanco». El «blanqueamiento» se reforzó durante las Guerra de la Independencia Argentina, las Guerras civiles y la Guerra del Paraguay al ser gran parte de los soldados reclutados entre los mestizos, «mulatos», «zambos» y «negros» y poco después en la segunda mitad del siglo xix la gran inmigración europea (según varias fuentes fidedignas a la Argentina llegaron tras 1880 más europeos que los habitantes que en Argentina precedentemente ya vivían, y ha de considerarse que la mayoría de los argentinos preexistentes a la gran inmigración europea en gran medida tenían linajes europeos). Desde la segunda mitad del siglo xix llegaron millones de inmigrantes europeos, especialmente agricultores italianos y españoles, seguidos de franceses, europeos orientales, ingleses, irlandeses, escoceses e incluso aunque no europeos, «caucásicos» procedentes del Cercano Oriente.

## Educación
Fue considerada una de las más avanzadas y progresistas de América Latina junto a Uruguay, pero actualmente ha perdido mucho del valor la educación debido a las políticas de los últimos años. A causa de las crisis económicas ha perdido mucha calidad, el sistema no ha logrado dar buenos resultados por la forma en la que se enseña y la falta de interés por parte de muchos profesores y alumnos.

## Literatura
La historia de la literatura ha conocido en Argentina un proceso de desarrollo que partió de las raíces hispanas, buscó formas de expresión nacional y llegó a la consolidación de grandes personalidades literarias de categoría internacional.

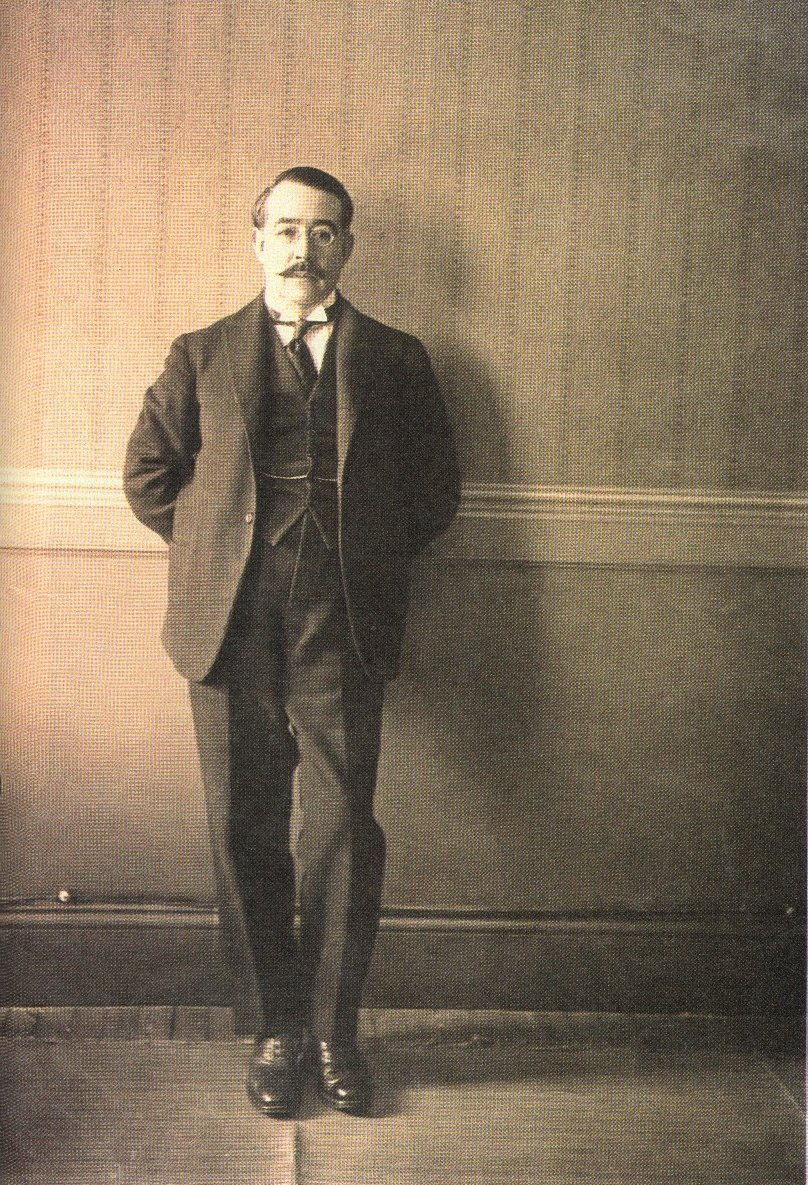
Leopoldo Lugones

Aunque actualmente su lugar de nacimiento no esté dentro del territorio del Estado Argentino corresponde mencionar al asunceno Ruy Díaz de Guzmán, nacido en el siglo xvi al ser el primer cronista y poeta que llama a su territorio natal Argentina. En la misma época se destaca el fraile dominico cordobés Luis José de Tejeda y Guzmán, autor de un valioso poemario de inspiración autobiográfica y religiosa, adepto a la corriente literaria culterana. En el siglo xviii se hace importante la obra del dramaturgo porteño Manuel José de Lavardén, autor de algunas de las primeras piezas no religiosas de la actual Argentina.

### ElsigloXIX

#### El romanticismo
Superada una primera etapa en la que el recurso al clasicismo literario parecía apoyar el esfuerzo del nuevo país por consolidar su independencia, en los años 1830 surgió, por imitación de su desarrollo en Francia, el romanticismo literario. Su primer autor notable fue Esteban Echeverría, con su Elvira o la novia del Plata primero, y luego con El matadero, de inspiración política, ya que estaba destinado a criticar el sistema político de Juan Manuel de Rosas.
Le siguieron otros autores de la llamada Generación del 37, tan interesados en la política como en la literatura; entre ellos Juan Bautista Alberdi con El gigante Amapolas, Domingo Faustino Sarmiento con su Facundo o civilización y barbarie en las pampas argentinas, y José Mármol con Amalia.

#### La literatura gauchesca
Desarrollada desde el último cuarto del siglo XVIII, la literatura gauchesca es una corriente literaria exclusiva del Río de la Plata, que pretende presentar la forma de vida y las preocupaciones de los gauchos de la región desde su propio punto de vista, ya que casi siempre el relator es el propio gaucho, en su particular dialecto del castellano, y el medio que ambienta las obras, la llanura pampeana, con sus campos abiertos y ausencia de todo ambiente urbano.
Comenzó posiblemente con el Romance dedicado en vida al virrey Pedro de Cevallos, atribuido a Juan Baltasar Maciel, y que –a falta de un verdadero título– suele ser citado con el texto de su dedicatoria:

Canta un guaso en estilo campestre los triunfos del Excelentísimo Señor. Don Pedro de Cevallos.

O también con el de sus primeros versos:

Aquí me pongo a cantar abajo de aquestas talas, del maior guaina del mundo los triunfos y las gazañas.

Cuatro décadas más tarde, retomó el estilo el poeta oriental Bartolomé Hidalgo, con su Cielito patriótico y otras muchas obras, que fueron recogidas posteriormente por la tradición oral. Tras una interrupción de treinta años, Hilario Ascasubi regresó al uso político de la poesía gauchesca, esta vez desde el bando contrario a Rosas, con La refalosa.
Esta poesía alcanza un nivel mucho más refinado, a pesar de cierta tendencia a la exageración en el lenguaje que utilizan los personajes, con el Fausto de Estanislao del Campo; diversos autores han interpretado que su obra era más una burla a la inteligencia de los gauchos que un homenaje a ellos. La obra de Eduardo Gutiérrez, en particular su Juan Moreira, se diferencia por presentar gauchos malos, pendencieros o criminales, y por estar escrita en prosa; fue publicado como folletín en un diario de poca monta, y fue un éxito rotundo.
La obra cumbre de la literatura gauchesca —y considerada en general la mayor obra de la literatura argentina— es el conjunto formado por El gaucho Martín Fierro, de 1872, y su secuela de 1879, La vuelta de Martín Fierro. En estos extensos poemas, José Hernández denuncia por boca de Fierro el maltrato permanente que sufrían en su tiempo los gauchos, especialmente por la amenaza siempre pendiente de ser, a la menor falta, destinado al servicio militar en la frontera con «el indio». En el segundo volumen se deja notar la adscripción del poeta al nuevo sistema político, ya que la obra pierde la intensidad de sus denuncias, pasando a ser más bien un relato de peripecias y una serie de consejos prácticos para la vida. Tanto el primer como el segundo tomo fueron un completo éxito, aunque únicamente en el campo: cada pulpería tenía al menos un ejemplar, un trozo del cual era leído en voz alta cada día por los escasos paisanos que supieran leer y escribir.
Otras obras de fines del siglo XIX consiguen conservar parte del espíritu de las anteriores, en particular el Santos Vega, del estanciero bonaerense Rafael Obligado, publicado en 1885; a diferencia del resto de la literatura gauchesca, esta obra no está relatada en primera persona y, por consiguiente, no utiliza lenguaje gauchesco sino culto, y cuidadosamente elegido. Tras una interrupción de varias décadas, causada tanto por la pretendida imposibilidad de superar la obra de Hernández como por el dominio cultural del positivismo, la literatura gauchesca alcanza nuevamente un nivel brillante con la novela Don Segundo Sombra, de Ricardo Güiraldes, del año 1926. Todavía habría alguna producción gauchesca después de esa fecha, pero para mediados del siglo XX ya había sido abandonada por completo hacía tiempo.

#### Generación del Ochenta
La generación del 80 fue más bien un movimiento político, social y cultural, que tuvo su correlato en la literatura, con corrientes realistas y el naturalistas, siempre en concordancia con el positivismo intelectual de una generación optimista y dedicada al desarrollo y la creación de la Nación. En muchos casos, sus influencias francesas son evidentes. Entre los novelistas de este período se destacaron Eugenio Cambaceres, autor de Sin rumbo y En la sangre, Carlos María Ocantos, con su Quilito y otras obras relacionadas con la crisis bursátil y económica de 1890, y Julián Martel, con La bolsa, obra cumbre de una larga serie de publicaciones acerca de esa crisis.
Poco después, Paul Groussac –docente, funcionario público y ensayista, autor de una biografía de Santiago de Liniers y de la novela La divisa punzó– y Eduardo Wilde –médico y ministro de la Nación, autor de Vida moderna, Aguas abajo y Prometeo & Cía– prepararon el camino de las vanguardias literarias y el modernismo a finales del siglo XIX y comienzos del XX, cuyos máximos cultores fueron Leopoldo Lugones, especialmente con La guerra gaucha y Lunario sentimental, y Enrique Larreta, autor de La gloria de Don Ramiro.

### SigloXX
En este siglo florecieron la poesía y la narrativa argentinas, una vez superada la herencia costumbrista y realista del siglo anterior. La poesía, que en el siglo XIX solo había contado con algunos nombres de relieve como Carlos Guido Spano, Leopoldo Lugones y Alfonsina Storni, la literatura argentina alcanza un alto grado de originalidad y renovación creativa con la obra de Roberto Arlt, Jorge Luis Borges, Leopoldo Marechal, Ernesto Sabato, Abelardo Castillo, Marco Denevi (por ejemplo con su novela de suspenso llamada Rosaura a las diez), Rodolfo Walsh, Francisco Urondo, Haroldo Conti, Julio Cortázar, Juan Gelman, Manuel Mujica Lainez, el mendocino Antonio Di Benedetto, Juan Draghi Lucero (destacado en su extensa obra gauchesca llamada Las mil y una noches argentinas), Adolfo Bioy Casares, los tucumanos Julio Ardiles Gray y Elvira Orphée; el jujeño y realista mágico Héctor Tizón, Daniel Moyano (El vuelo del tigre, entre otras novelas), Victoria Ocampo, César Aira, los santafesinos Angélica Gorodischer y Juan José Saer, el chaqueño Mempo Giardinelli. A estos se deben sumar desde inicios del siglo XX poetas como el popularista Raúl González Tuñón, los lunfardezcos Carlos de la Púa, Iván Diez o Dante A. Linyera, el vanguardista Oliverio Girondo, el tradicionalista cordobés Arturo Capdevila, la pampeana Olga Orozco y Alberto Girri y Enrique Molina entre muchos otros; en la crítica literaria y semiótica merecen ser recordados el rosarino Nicolás Rosa y Eliseo Verón.

## Pensamiento

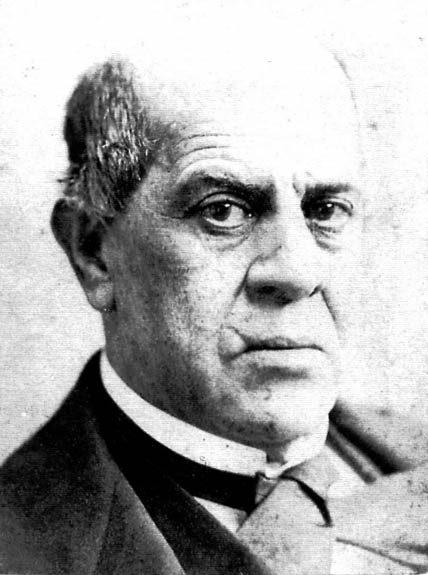
Fotografía de Domingo Faustino Sarmiento

Tras una primera etapa de búsqueda y profundización en las raíces, el pensamiento argentino intentó descubrir la esencia del ser nacional a partir de las diversas influencias de procedencia europea y de las raíces americanas.
En el siglo XVII los pensadores jesuitas de la Universidad de Córdoba se dedicaron a recoger y desarrollar las ideas de Francisco Suárez y la escolástica, que habrían de tener una línea de continuidad en la historia de la filosofía argentina a través del pensamiento cristiano y neo tomista. En el siglo XVIII se fueron difundiendo las ideas de la Ilustración europea y los planteamientos de Montesquieu, Rousseau, Locke, Leibniz, David Hume, Feijoo, etc., encontraron eco en autores como Cayetano Rodríguez y Elías del Carmen Pereira. La influencia francesa se acentuó después de la independencia.
Desde el utopismo y romanticismo de Esteban Echeverría exponente de la Generación de 1837, el naturalismo de Domingo Faustino Sarmiento, el empirismo de Juan Bautista Alberdi, el materialismo dialéctico de Carlos Astrada, el tradicionalismo de Leonardo Castellani, el historicismo de Rodolfo Mondolfo, el evolucionismo de José Ingenieros o la filosofía personalista de Emilio Estiú, el pensamiento argentino siguió una línea de reflexión e indagación que no se limitó a reproducir y desarrollar los grandes sistemas de la filosofía europea sino que intentó aportar un sello original a la herencia cultural occidental y tradicional.
Dentro de la actividad intelectual cabe destacar también la importante labor investigadora efectuada por argentinos en todos los campos de la ciencia, y especialmente en los de las matemáticas Julio Rey Pastor, la medicina; Bernardo Houssay (ganador del premio Nobel de medicina en 1947) y Enrique Finochietto, Gregorio Aráoz Alfaro, en química; Luis Leloir (ganador del premio Nobel en 1947), César Milstein premio Nobel en Medicina 1984, también es destacado el epístemologo dedicado a la filosofía de la ciencia Mario Bunge.

## Fiestas Nacionales
Entre las fiestas se destacan los desfiles y actos por las fechas patrias como el 25 de mayo de 1810 (el día de la Revolución), el 9 de julio (el día de la independencia) y el 20 de junio (Día de la Bandera).
Otras fiestas que comparte con el resto del mundo son Navidad, Año Nuevo, Día de la Madre, Día del Padre, Día del Amigo, y otras más.
| Día                        | Feriado                                                   | Tipo                                                     | Comentarios |
| -------------------------- | --------------------------------------------------------- | -------------------------------------------------------- | --- |
| 1 de enero                 | Año Nuevo                                                 | Feriado civil, inamovible                                | Se festeja el comienzo de un nuevo año |
| Lunes y martes de Carnaval | Carnaval                                                  | Feriado civil, inamovible                                | Se festeja Carnaval (inmediatamente al periodo católico de la Cuaresma, los cuarenta días antes de Pascua), que habían sido derogados en 1976 por la última dictadura cívico-militar argentina                         |
| 24 de marzo                | Día Nacional de la Memoria por la Verdad y la Justicia    | Feriado civil, inamovible                                | Se conmemora a las 30 000 víctimas políticas de la última dictadura militar en Argentina (24 de marzo de 1976 - 9 de diciembre de 1983)                                                                                |
| 2 de abril                 | Día del Veterano y de los Caídos en la Guerra de Malvinas | Feriado civil, inamovible                                | Se conmemora a veteranos y caídos en la guerra de las Malvinas (1982) |
| Jueves Santo               | Jueves Santo                                              | Día no laborable religioso (católico), inamovible, lunar | Es un feriado religioso que se celebra el jueves anterior al Domingo de Resurrección; fecha que depende del calendario lunar                                                                                           |
| Viernes Santo              | Viernes Santo                                             | Feriado religioso (católico), inamovible, lunar          | Es un feriado religioso que se celebra el viernes anterior al Domingo de Resurrección; fecha que depende del calendario lunar                                                                                          |
| 1 de mayo                  | Día del Trabajador                                        | Feriado civil, inamovible                                | Conmemoración clásica del movimiento obrero: en Chicago, en 1886, el Gobierno estadounidense asesinó a los supuestos instigadores de una importante huelga. Se conmemora en todo el mundo, excepto en EE. UU y Canadá. |
| 25 de mayo                 | Primer Gobierno Patrio                                    | Feriado civil, inamovible                                | Se conmemora el primer gobierno Nacional tras la Revolución de Mayo (1810) |
| 20 de junio                | Día de la Bandera                                         | Feriado civil, inamovible                                | Se conmemora la muerte del general Manuel Belgrano (1770-1820) |
| 9 de julio                 | Día de la Independencia                                   | Feriado civil, inamovible                                | Se conmemora la Declaración de independencia (1816) |
| 17 de agosto               | Día del Libertador José de San Martín                     | Feriado civil, trasladable                               | Se conmemora el aniversario de la muerte del general José de San Martín (1778-1850) |
| 12 de octubre              | Día del Respeto a la Diversidad Cultural                  | Feriado civil, trasladable                               | Se conmemora la diversidad étnica y cultural de todos los pueblos. |
| 20 de noviembre            | Día de la Soberanía Nacional                              | Feriado civil, trasladable                               | Se conmemora la Batalla de la Vuelta de Obligado (1845). Se traslada al cuarto lunes del mes. |
| 8 de diciembre             | Día de la Inmaculada Concepción                           | Feriado religioso (católico), inamovible                 | Se festeja la fecha (convencional) religiosa de la concepción de la Virgen María |
| 25 de diciembre            | Navidad                                                   | Feriado religioso (católico), inamovible                 | Se celebra la fecha convencional del nacimiento de Jesucristo en Belén (Judea) |

## Estratificación social
A partir del año 2011 y en 2012, Argentina tenía el mejor estándar de vida de Latinoamérica, siendo la mayoría de la población de dicho país perteneciente a la clase media, la cual a su vez está subdividida en tres subgrupos.[cita requerida]
Acorde a cifras oficiales hacia 2012 el monto requerido para estar por encima de la línea de pobreza para una familia de tres hijos era de AR$ 1.586,35, necesarios para cubrir la canasta alimentaria.
En 2012 el 79% de la población argentina pertenecía a la Clase media, subdividida en tres grupos. La clase media-baja o D1, era el segmento social de mayor tamaño con un 32% de la población, con un rango de sueldos de entre AR$1.900 - AR$4.100 e ingresos promedio de AR$3100. La clase media típica o C3 ocupaba un 30% de la población argentina con un rango de sueldos de entre AR$4.100 - AR$7.900 e ingresos promedio de $6.625. Mientras que la clase media alta o C2 ocupaba el 17% de la población con un rango de sueldos de entre AR$7.900 - AR$22.200 e ingresos promedio de AR$13.800.
Estos valores van cambiando según como avance la cotización de la moneda o los cambios que se presenten de acuerdo a la suba de precios, inflación (principal problema de la economía argentina hacia 2012, con cifras que superan un 12%), etc.
Durante los primeros meses de 2012 la tasa de Desempleo en Argentina era de 7,1%.

## Religión

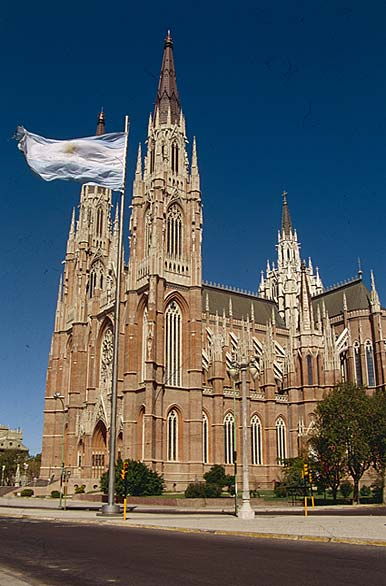
Catedral de la ciudad de La Plata

En Argentina existe una amplia libertad de cultos garantizada por el artículo 14 de la Constitución Nacional, aunque el Estado reconoce, dada su popularidad, un carácter preeminente a la Iglesia católica, que cuenta con un estatus jurídico diferenciado respecto al del resto de iglesias y confesiones: según la Constitución argentina (artículo 2), el Estado Nacional debe sostenerla y según el Código Civil, es jurídicamente asimilable a un ente de derecho público no estatal. Se trata, con todo, de un régimen diferenciado que no conlleva su oficialidad como religión de la República. La Santa Sede y Argentina tienen firmado un concordato que regula las relaciones entre el Estado Argentino y la Iglesia católica.
Para 2008, el CONICET realizó un estudio en el que se refleja los credos de las principales religiones:
- catolicismo: con el 76,5%
- ateísmo, agnosticismo e indiferentes: con el 11,3%
- evangelismo (pentecostal, bautista, luterana, metodista, presbiterianos, libre y asamblea de Dios): con el 5,6%
- testigos de Jehová: con el 2,2%
- mormones: con el 1,9%
- neopaganismo: con el 1,1%
- otras religiones: con el 0,9%

Esta encuesta comparada con una estimación para el año 2005 muestra que el catolicismo tiene el 76,5%, los evangélicos el 9% variado según las regiones.
Según estudios encargados por la Conferencia Episcopal Argentina, un 88% de los argentinos fue bautizado cuando eran bebés en la Iglesia católica.
Sin embargo, el porcentaje de habitantes del país que se consideraron adeptos se ubicaba entre el 69% y el 78%.
Sin embargo, solo un 23% de la población total asiste frecuentemente a lugares de culto.

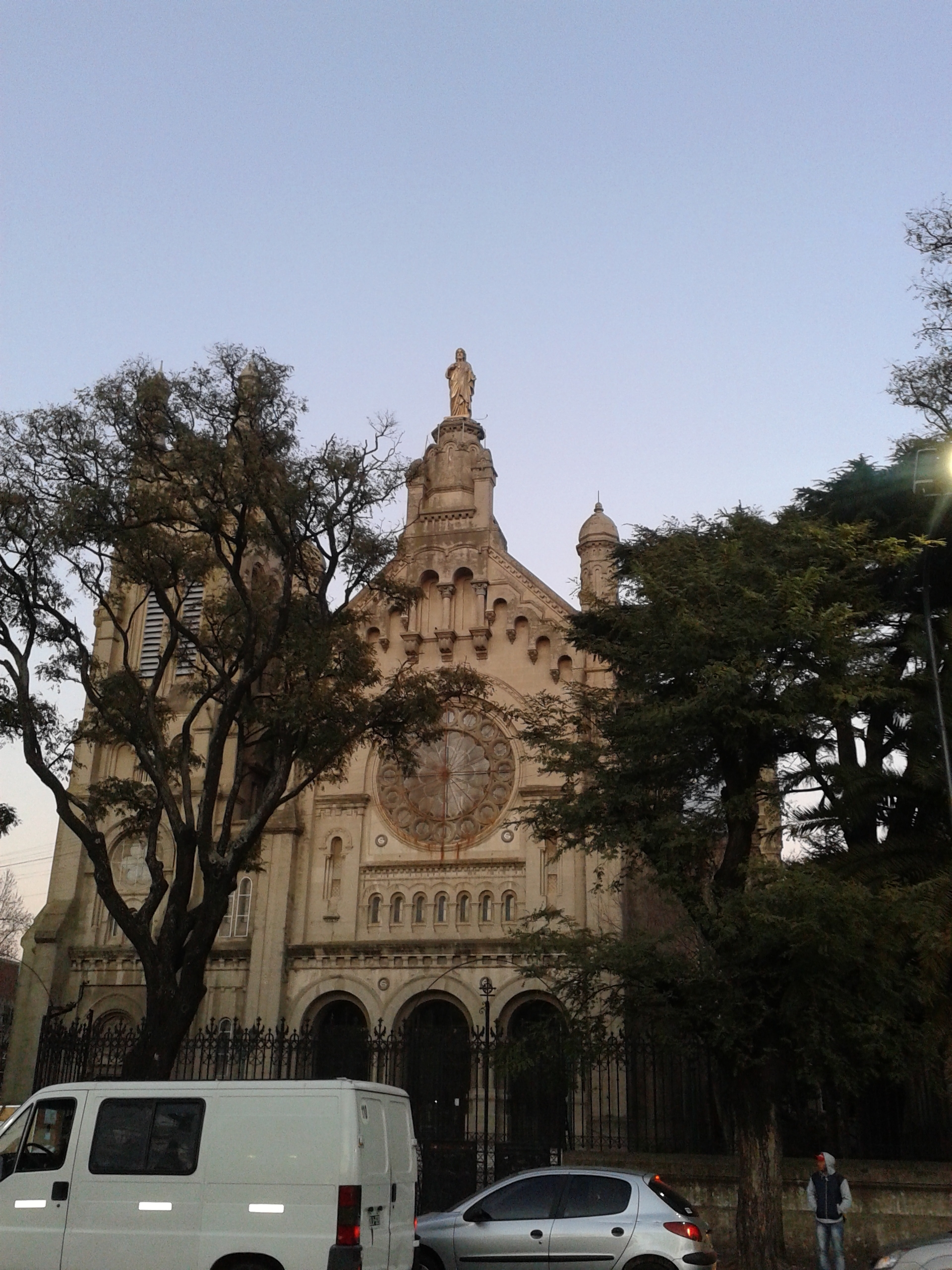
Eduardo silva

Como en otras partes de América Latina, la Iglesia católica en la Argentina ha desarrollado fuertes creencias y multitudinarias procesiones alrededor de las apariciones marianas como en el caso de la Virgen de Luján en la provincia de Buenos Aires, la Virgen de Itatí en Corrientes y la Virgen del Valle en Catamarca.
Existen, asimismo, creencias populares de carácter religioso muy difundidas, como el culto a la Difunta Correa, a la Madre María, a Pancho Sierra, al Gauchito Gil o a Ceferino Namuncurá. Este último fue beatificado por la Iglesia Católica en 2007.

## Ritos funerarios
Los ritos y liturgia que rodean las prácticas funerarias en el país son el tratamiento del cuerpo del fallecido con un velatorio. Los velatorios que en la actualidad se suelen efectuar en alguna empresa de «pompas fúnebres». Además de enterrar el cuerpo del difunto se puede optar también (cada vez más frecuentemente dados los costos de mantener un sepulcro aún en los cementerios públicos) por la cremación. Para recordar y homenajear las fechas de defunción, se visita el cementerio y se colocan avisos en diarios (noticias «necrológicas» u «obituarios»), se realizan misas (casi siempre basta la sola mención del nombre y apellido del difunto durante una misa común dominical) y se colocan flores en las tumbas.

## Urbanización
La urbanización en Argentina es el reflejo en Argentina del proceso de aglomeración de población que se pronunció en el mundo a comienzos del siglo XIX donde la concentración de la población mundial en sistemas urbanos con una población mayor a 20 000 habitantes pasó del 2,4% en 1800 a 9,2% en 1900.
Entre los factores principales del rápido crecimiento en las zonas urbanas, se encuentra el de la inmigración principalmente europea hacia los centros urbanos. En particular, hacia Buenos Aires, Córdoba, Mendoza y Rosario.
En 2001, la urbanización del país alcanza al 89,3 por ciento de la población total.

## Bellas artes

### Pintura
A partir de la segunda década del siglo XX teniendo como antecedentes en el siglo XIX a Prilidiano Pueyrredon y Cándido López, la pintura argentina desarrolló escuelas y pintores de relevancia internacional, con exponentes como Benito Quinquela Martín, Tito Cittadini, Antonio Berni, Lino Enea Spilimbergo, Raúl Soldi, Raquel Forner, Fernando Fader, Roberto Aizenberg, Thibon de Libian, Emilio Pettoruti, Xul Solar y el «psicógrafo» Benjamín Solari Parravicini así como Carlos Alonso entre otros descollantes.

#### Prehistoria

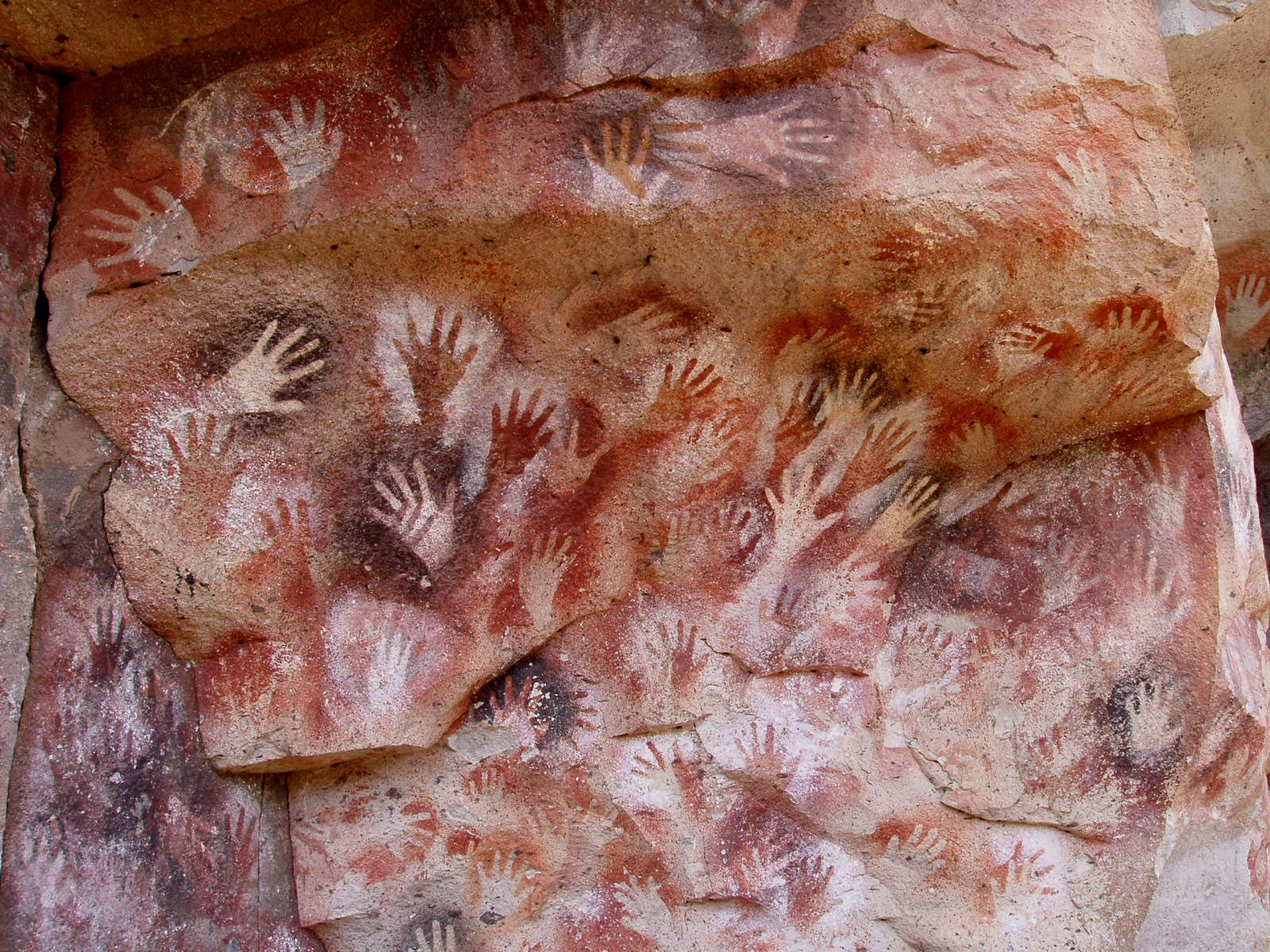
Cueva de las Manos, río Pinturas, Santa Cruz, 7300 a. C. El arte más antiguo de Sudamérica.

En Argentina, se encuentra la Cueva de las Manos, una de las obras maestras de la pintura en el Paleolítico en el Río Pinturas, en la Provincia de Santa Cruz. Han sido declaradas por la Unesco como parte del Patrimonio de la Humanidad.
Otro importante registro pictórico de la prehistoria, se localiza en el norte de Córdoba y constituye uno de los testimonios pictográficos con mayor densidad de imágenes del mundo, con más de 35 000 pictografías ubicadas en los cerros Colorado, Veladero, Intihuasi y el Desmonte.

#### Pintura precolombina

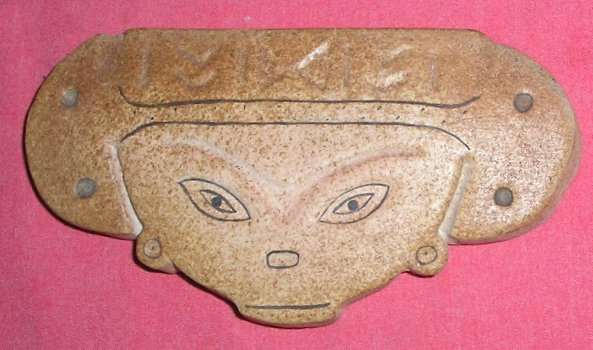
Guerrero felino, Cultura de la Aguada (650-950).

Diversos registros pictóricos se registran entre las culturas prehispánicas que habitaron en el actual territorio argentino.
En el noroeste andino, las civilizaciones agroalfareras que allí se desarrollaron, desde la Cultura Condorhuasi (400 a. C.-700 d. C.) hasta la de La Aguada (650-950) y Santa María (1200-1470), presentan un amplio desarrollo de la pintura en cerámicas y piezas de piedra, entre las que se destacó la imagen felina.

#### Período colonial

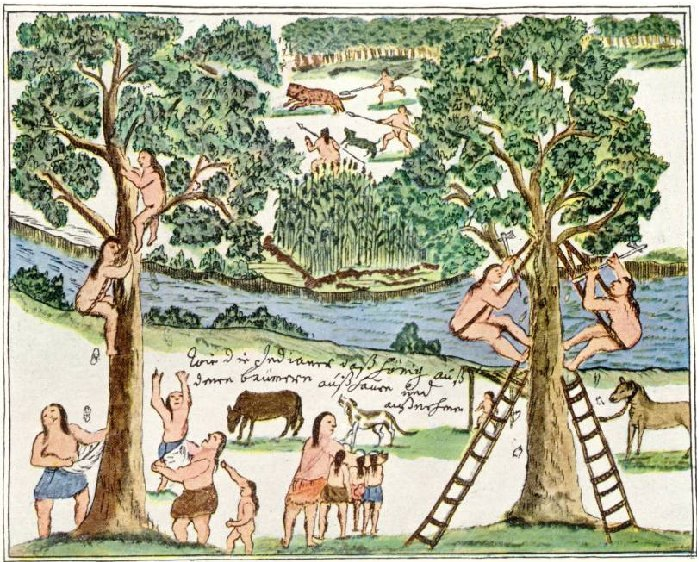
Bajando miel (1749-1767), Florián Paucke.

Durante la dominación colonial española, la pintura se desarrolló principalmente como arte religioso en las iglesias, destinado a cristianizar a los pueblos indígenas. La pintura religiosa colonial, fue muchas veces realizada por indígenas encomendados o reducidos y esclavos afroamericanos, bajo el poder de las órdenes religiosas.
Otra fuente de la pintura colonial son los libros y manuscritos realizados por colonizadores, sacerdotes, científicos y visitantes. Entre estos se destacan los dibujos y acuarelas del jesuita alemán Florián Paucke (1719-1789).
En el actual noroeste argentino y sobre todo en Jujuy, se desarrolló en las iglesias, la escuela cuzqueña, con sus imágenes de ángeles arcabuceros (relacionados con los conquistadores) y vírgenes triangulares (sincretismo del culto a la virgen María y la Pachamama).
Los ángeles arcabuceros integran un estilo pictórico estrictamente americano que se desarrolló en el Marquesado de Yavi en la puna de Jujuy, por entonces perteneciente a la provincia del Tucumán, siendo su maestro Mateo Pizarro. Se trata de ángeles asexuados se encuentran vestidos con ropas de soldado y armado de un arcabuz. Hoy solo hay dos colecciones: en Uquía (escuela cuzqueña) y en Casabindo (maestro de CTC).

#### SigloXIX
En los primeros años del siglo XIX ya en tiempos de la independencia y de la apertura del país, varios artistas extranjeros visitaron y residieron, y dejaron sus obras. Entre ellos el marino inglés Emeric Essex Vidal (1791-1861), un acuarelista que ha dejado importantes testimonios gráficos del pasado argentino; Carlos E. Pellegrini (1800-1875), ingeniero francés que se dedicó a la pintura por necesidad y que sería padre del presidente Carlos Pellegrini; el marino Adolfo D'Hastrel (1805-1875), que publicó sus dibujos y acuarelas en el libro Colección de vistas y costumbres del Río de la Plata (1875); los litógrafos Andrea (1796-1855) y César Hipólito Bacle (1790-1838), entre otros.
En la tercera década aparece Carlos Morel (1813-1894) quien ha sido considerado el primer pintor estrictamente argentino. Poco después le siguen Prilidiano Pueyrredón (1823-1870) y Cándido López (1840-1902), registraron en la pintura la vida de los gauchos y las guerras de la Argentina premoderna.
Desde mediados del siglo XIX se comenzaron a organizar las primeras instituciones artísticas del país: fundamentalmente la Sociedad Estímulo de Bellas Artes y el Museo Nacional de Bellas Artes, cuyo primer director fue el pintor Eduardo Schiaffino. La gran ola de inmigración europea (1870-1930), estableció una fuerte relación con la pintura europea, a través principalmente de pintores italianos o hijos de italianos. Eduardo Sívori (1847-1918), introdujo el naturalismo, con obras clásicas como El despertar de la criada, seguido por pintores como Reynaldo Giudici (1853-1927) y Ernesto de la Cárcova (1866-1927), este último destacado con Sin pan y sin trabajo. Ángel della Valle (1852-1903), desarrolló una corriente de pintura costumbrista del campo, con obras como La vuelta del malón.

#### SigloXX

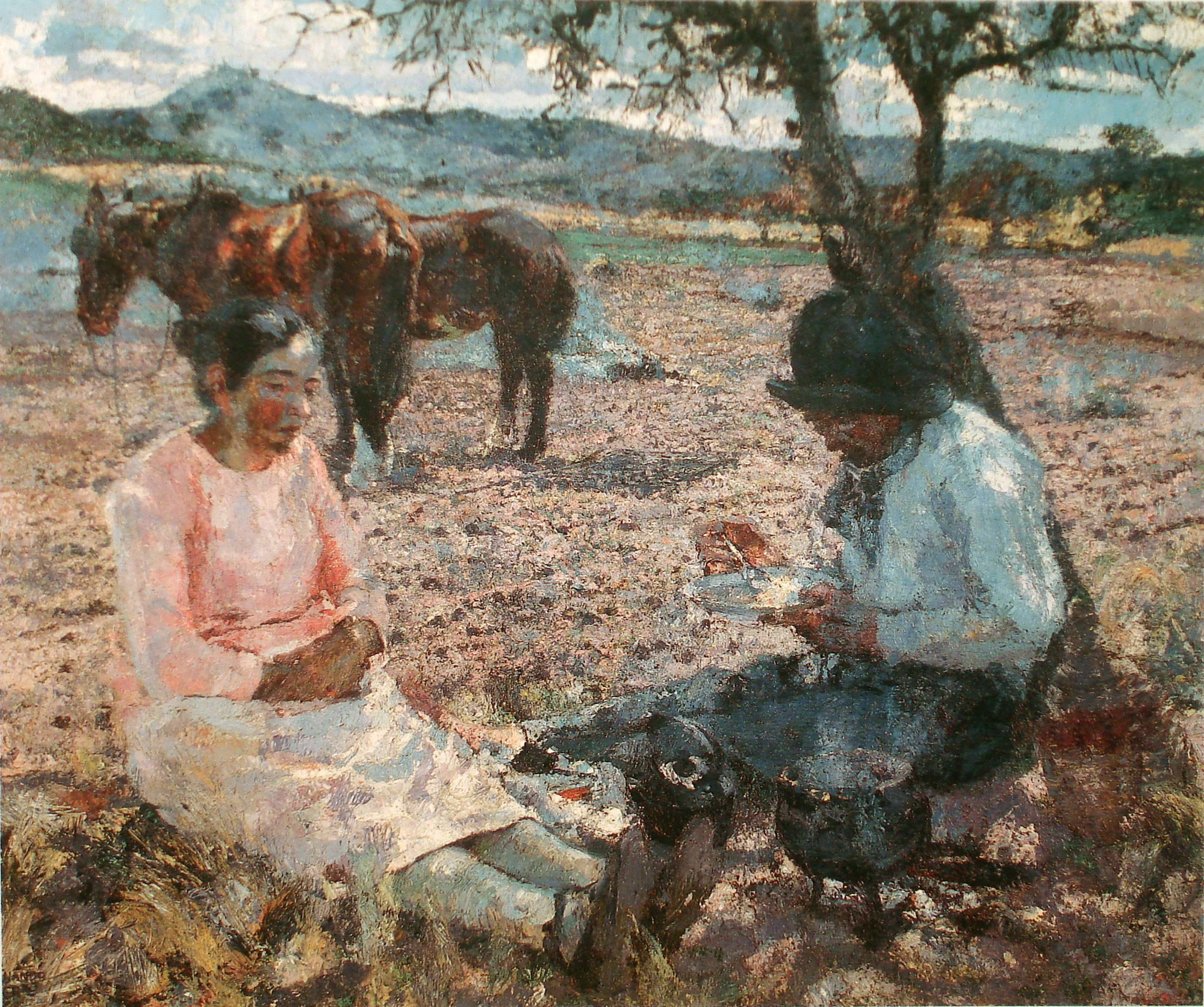
La mazamorra, Fernando Fader.

Al comenzar el siglo XX, Martín Malharro (1865-1911) introduce el impresionismo con una exposición realizada en 1902. Lo siguieron pintores como Faustino Brughetti (1877-1956), Walter de Navazio (1887-1919) y Ramón Silva (1890-1919).
Poco después, Fernando Fader (1882-1935) y los artistas del grupo Nexus, comenzaron a presionar por el desarrollo de corrientes artísticas que, sin ignorar ni desconocer la pintura de moda en París, fueran capaces de expresar visiones autónomas de la pintura.

##### Primera vanguardia
Los primeros grandes movimientos pictóricos en la Argentina, con características propias de una pintura latinoamericana que comenzaba a desarrollarse en todo el continente, coinciden con las primeras manifestaciones de libertad política en el país, con la sanción del voto secreto y universal para varones en 1912 y la llegada al gobierno del primer presidente elegido por voto popular, Hipólito Yrigoyen en 1916 y la revolución cultural que implicó la Reforma Universitaria de 1918.

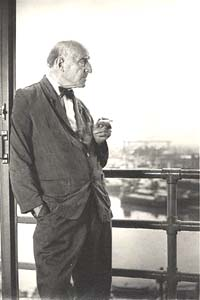
Benito Quinquela Martín (1890-1977), del Grupo de La Boca. Expresó una corriente que pintó un barrio.

En ese contexto, registrando más o menos influencia de la Escuela de París (Modigliani, Chagall, Soutine, Klee), se desarrollan tres grandes grupos:
- El Grupo Florida, con pintores como Aquiles Badi, Héctor Basaldúa, Antonio Berni, Norah Borges, Horacio Butler, Emilio Centurión, Juan del Prete, Raquel Forner, Ramón Gómez Cornet, Alfredo Guttero, Emilio Pettoruti, Xul Solar y Lino Eneas Spilimbergo. Se caracterizó por prestar máxima atención a las cuestiones estéticas. Sus miembros pertenecían mayormente a sectores medios o altos, y se reunían en la confitería «Richmond» de la céntrica y elegante calle Florida, de donde toma el nombre el grupo.

- El Grupo Boedo, con pintores como José Arato, Adolfo Bellocq, Guillermo Facio Hebequer y Abraham Vigo. Su tema central eran las cuestiones y luchas sociales. Se nucleaban alrededor de la editorial Claridad, de tendencia socialista, que tenía su talleres en la calle Boedo, en los suburbios obreros de la ciudad.

- El Grupo de La Boca, con pintores como Víctor Cúnsolo, Eugenio Daneri, Fortunato Lacámera, Alfredo Lazzari, Benito Quinquela Martín y Miguel Carlos Victorica. Fuertemente influido por la inmigración italiana, desarrolló un estilo peculiar, centrado en el trabajo y los barrios inmigrantes.

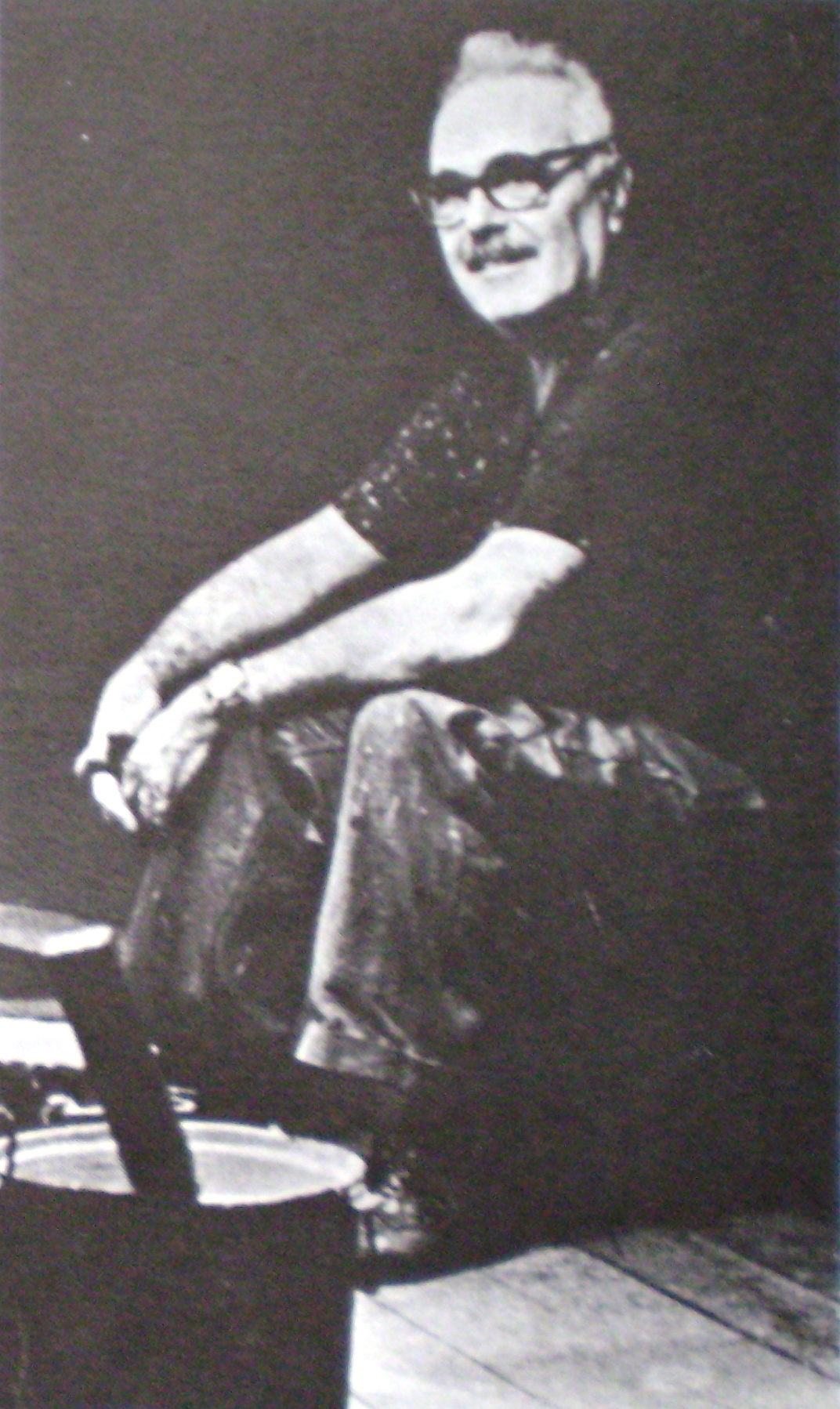
Raúl Soldi (1905-1994), exponente de la pintura sensible. El techo del Teatro Colón es obra suya.

##### Segunda vanguardia
La segunda vanguardia, en la pintura argentina desarrolladas de la década del 30, en la que muchos de los pintores de la primera vanguardia evolucionan y cambian de ubicación artística. Entre los principales agrupamientos pictóricos se encuentran:
- El Grupo Orión, integrado por Luis Barragán, Vicente Forte, Orlando Pierri y Leopoldo Presas, entre otros.

- Los pintores sensibles, caracterizados por el uso del color como una herramienta emocional, principalmente Raúl Soldi, pero también, Miguel Carlos Victorica, Raúl Russo, Eugenio Daneri, Esteban Semino y Miguel Diómede.
- Los pintores ingenuos, con una pintura sin conflictos humanos ni sociales, como Luis Centurión y Norah Borges.

- Los neorrealistas, que de algún modo continúan la línea del Grupo de Boedo, pero con elementos pictóricos rigurosos y vanguardistas, donde se ubicaron Carlos Alonso, Antonio Berni, Juan Carlos Castagnino, Demetrio Urruchúa, Enrique Policastro. En este sector también puede ubicarse Florencio Molina Campos, en un tipo de pintura social con elementos ingenuos (naïfs) sintetizados con toques de expresionismo y un uso «sensible» del color con los que realiza una especie de caricatura pictórica; y al tilcareño Medardo Pantoja, expresión de la pintura andina de proyección indígena y latinoamericana.

##### Escuela de Muralistas Tucumanos
A partir de 1946 se produce un giro en la política académica de las escuelas de Bellas Artes de Argentina, al son de los apartamientos políticos de maestros argentinos expulsados de otras escuelas de bellas artes como Mendoza o Buenos Aires. En 1948 se organizó el Taller de Pintura del Instituto Superior de Artes de la Universidad Nacional de Tucumán bajo la conducción de Lino Enéas Spilimbergo y la dirección de Guido Parpagnoli, donde se formó un polo de la plástica argentina de gran interés con los más destacados artistas: la Escuela de Muralistas Tucumanos, inspirada en las enseñanzas de Lothe y los principios armónicos de Matila Ghyka.
Al proyecto del Instituto Superior de Artes se sumaron en distintas disciplinas: Lorenzo Domínguez para la sección de escultura, Víctor Rebuffo en grabado y Pedro Zurro de la Fuente en matalistería. Ramón Gómez Cornet y los dibujantes Lajos Szalay y Aurelio Salas participaron también de este emprendimiento junto a Carlos Alonso, Juan Carlos de la Motta, Eduardo Audivert, Leonor Vassena, Alfredo Portillos, Medardo Pantoja, Luis Lobo de la Vega, Mercedes Romero, Nieto Palacios, entre otros.

##### Los pintores «Modernos»
Los llamados «Pintores Modernos» de Argentina, es un grupo difícil de encasillar, que desarrollar un estilo constructivista no figurativo, pero sin ser realmente abstractos. En este grupo se encuentran artistas como Julio Barragán, Luis Seoane, Carlos Torrallardona, Luis Aquino, Atilio Malinverno y Alfredo Gramajo Gutiérrez.

##### Arte abstracto
La pintura abstracta en Argentina, tuvo como precursor a Juan Del Prete (luego creador del futucubismo), pero comienza a desarrollarse como escuela en la década del 40, a partir del arte concreto. Entre los artistas más destacados se encuentran Tomás Maldonado.

##### El Movimiento Madí
En 1946, derivado del arte abstracto, apareció en Buenos Aires el Movimiento Madi, «único movimiento cultural de repercusión internacional creado desde Buenos Aires». Fundado por Gyula Kosice y Carmelo Arden Quin, incluyó a artistas como Rhod Rothfuss y Martín Blaszko.

##### Tendencias recientes

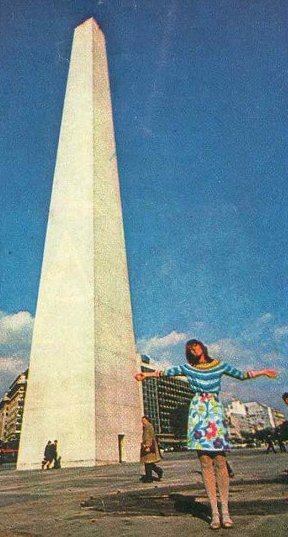
1965: Marta Minujín y su «arte efímero». Transformar el obelisco en un helado para que la gente lo consuma. En el marco de las experiencias culturales del Instituto Di Tella, dirigido por Jorge Romero Brest.

En las tendencias más recientes de la pintura argentina se encuentran la Nueva Figuración, el Pop Art, el Nuevo Surrealismo, el Hiperrealismo, el Arte de Sistemas, la Nueva Abstracción, el Cinetismo y el Arte Efímero.
La Nueva Figuración, reunió en la década del 60, varios artistas que adoptaron el nombre de «Otra Figuración», que recuperan la figura humana, pero con el fin de darle formas libres, muchas veces monstruosas y cadavéricas. Los artistas más destacados de esta corriente son Jorge de la Vega, Rómulo Macció, Luis Felipe Noé, Ernesto Deira, Antonio Seguí, Miguel Á. Dávila, Remo Bianchedi, Juan Carlos Distéfano, Alberto Cicchetti.
El Neosurrealismo argentino, reúne pintores como Guillermo Roux y Roberto Aizenberg, que encuentran en los mecanismos surrealistas, una posibilidad de expresar la angustia humana, en tiempos de alta conflictividad social y política.
El Grupo Espartaco, integrado por Ricardo Carpani, Juan Manuel Sánchez y Mario Mollari, entre otros, vinculó la pintura al compromiso activo con las luchas sociales y en especial los sindicatos, desarrollando líneas estéticas insertas en las tradiciones latinoamericanas.
A partir de la noción de «sistema», derivada de la ciencia cibernética, desde comienzos de la década del 70, varios artistas y especialistas en Comunicación, desarrollaron una corriente denominada «Arte de Sistema», expresándose de maneras diversas bajo denominaciones como «arte conceptual», «arte ecológico de la tierra», «arte pobre», «arte de proposiciones» y «arte cibernético». Algunos de los artistas argentinos de esta corriente son Luis Fernando Benedit, Nicolás Dermisache y Lea Lublin.
Derivado del movimiento Happening, Marta Minujín, desde los 1960 cuando se encontraba en el Instituto Di Tella, ha desarrollado una corriente llamada «Arte efímero».
En las últimas décadas se ha destacado la pintura de León Ferrari, quien recibiera el León de Oro en la Bienal de Venecia 2007.

### Escultura
Durante el periodo de 1800 a 1930 muchos escultores extranjeros vinieron a Argentina en busca de trabajo: italianos, españoles, rusos, alemanes, uruguayos, franceses, checoslovacos, entre otros. De los cuales se especializaban en moldear el barro, tallar en piedra, madera u otros materiales.
A partir de Lola Mora, a lo largo de todo el siglo XX se han sucedido grandes escultores como, Rogelio Yrurtia, Carlos de la Cárcova, Alberto Lagos, Agustín Riganelli, Lucía Pacenza, Alfredo Bigatti, José Fioravanti, Luis Perlotti, Lucio Fontana, Pablo Curatella Manes, Sesostris Vitullo, Juan Carlos Iramain, Julio Le Parc, Antonio Seguí, Rogelio Polesello, Eduardo Barnes, Martín Blaszko, Pedro Cresta, Alicia Penalba, Julio Eduardo Goya, Antonio Pujia, Juan Carlos Distéfano, Marcelo Bonevardi, Artemio Alisio, Gyula Kosice, Jacques Bedel, Antonio Pujia, Emilio Renart, Aldo Paparella, Aurelio Macchi, María Juana Heras Velasco, Hernán Dompé, Ari Brizzi, Enio Iommi, Alberto Heredia, Martha Boto, Luis Tomasello, Norberto Gómez, Magda Frank, Eduardo Catalano, Ernesto Levin, Leo Vinci, León Ferrari, Laura Nucenovich, entre otros.

## Arquitectura

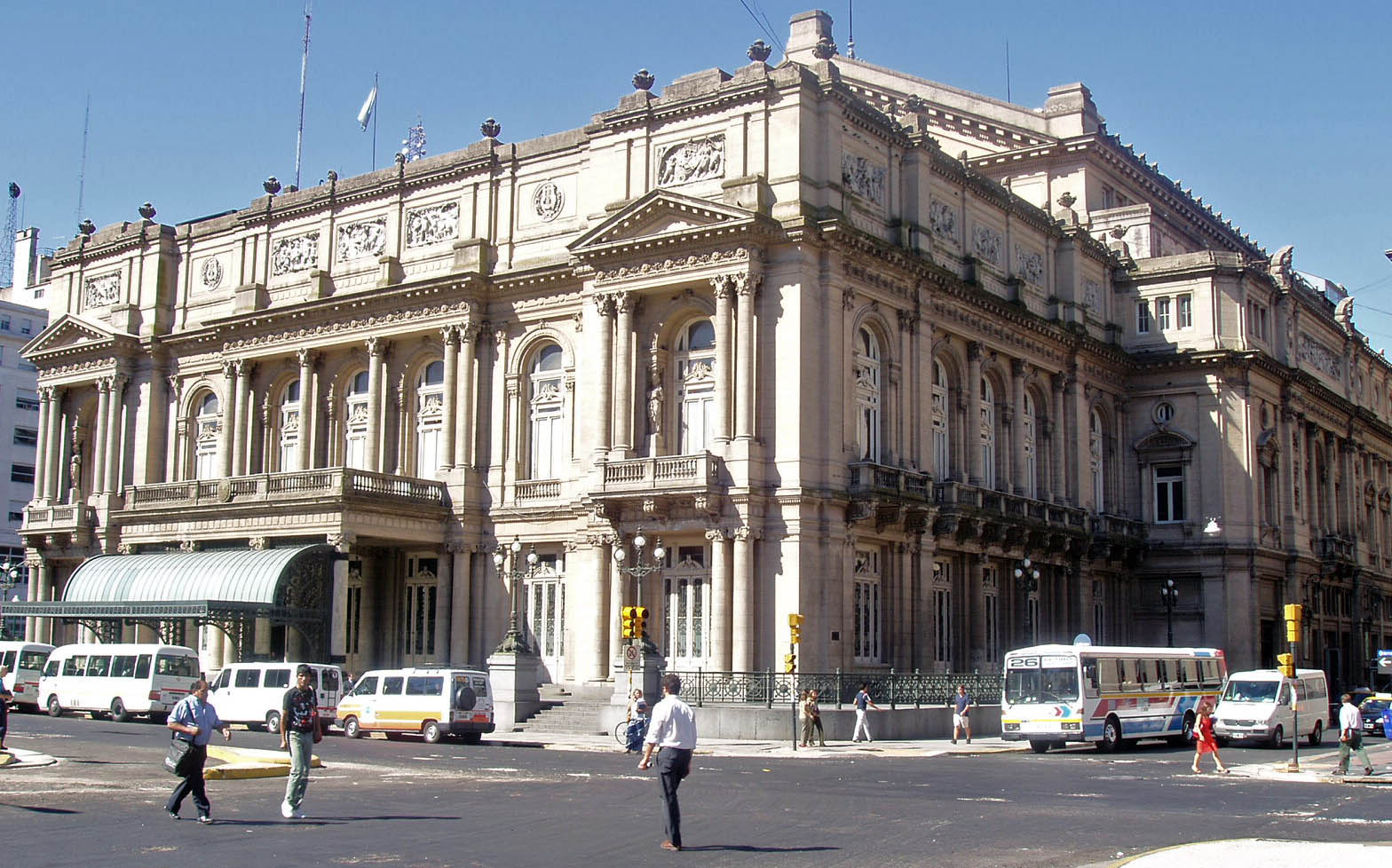
El teatro Colón (en Buenos Aires).

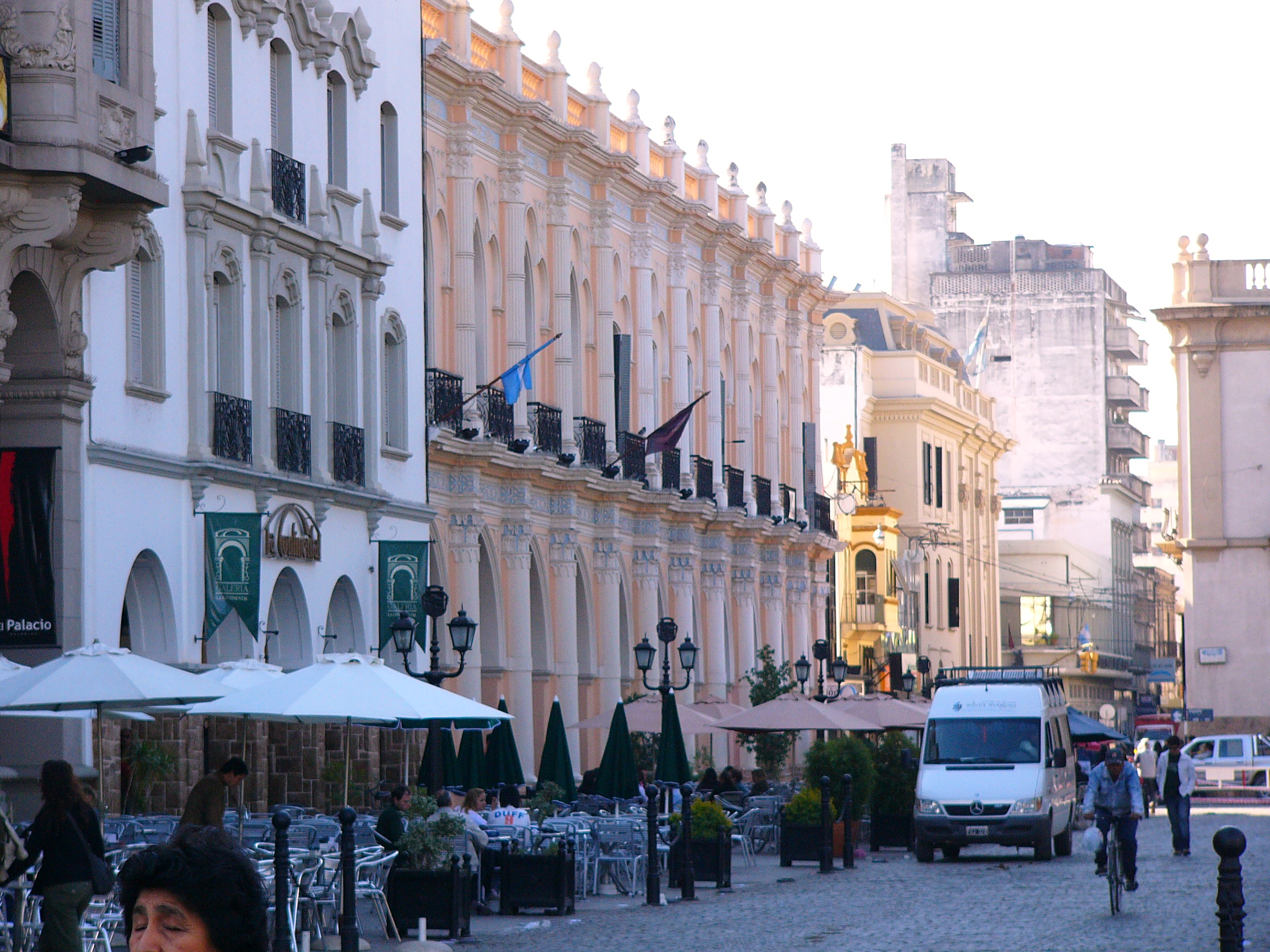
Recobas en la Ciudad de Salta.

En el país pueden hallarse algunas construcciones precolombinas, entre las cuales destacan el Pucará de Tilcara y las ciudades de Tastil y de Quilmes.
De la época de la Colonia han quedado valiosos edificios; la Manzana Jesuítica en la ciudad de Córdoba; la Manzana de las Luces en la Ciudad de Buenos Aires; Los Cabildos de ciudades como el de Córdoba, Salta, Luján, y Buenos Aires; la Casa de Tucumán (o Casa de la Independencia); iglesias de los siglos XVI, XVII y XVIII en distintas partes del país; casas en los cascos urbanos antiguos, etc.
Luego de la reunificación argentina y apaciguadas las luchas fratricidas, comenzó a mirarse con aprecio a la arquitectura europea no española, especialmente la italiana y la francesa. Desde 1853 a 1880 se destacó un estilo particular de Argentina, denominado italianizante que fusionaba la antigua arquitectura colonial con estilos clásicos, de ella quedan centenares de exponentes a lo largo y ancho del país. A partir de 1880 comienzan a prosperar los movimientos academicistas, eclécticos e historicistas. Paralelamente en ese mismo período el estilo art nouveau se desarrolló en distintas ciudades del país, encontrándose hoy en casi todas las grandes ciudades como Buenos Aires, Rosario, ciudad de Córdoba, Tucumán, Mendoza entre otras ciudades grandes, medianas y pequeñas; miles de obras; siendo este estilo uno de los más abundantes. De fines del siglo XIX data la construcción de la Avenida de Mayo en la Capital Federal, la cual comenzó a abrirse en 1889 y fue inaugurada en 1894, la Avenida de Mayo -cuyos edificios originales indudablemente poseían grandes valores arquitectónicos bellepoquianos- tuvo sin embargo ciertos hechos contradictorios en su construcción: se demolió gran parte del Cabildo de Buenos Aires y totalmente la Recova de la Plaza de Mayo porque según las opiniones de entonces, tales edificios de tal valor histórico recordaban a la época de la colonia española, en los 1990 con la demolición del histórico Teatro Odeón y aún se prosigue en gran parte de la ciudad de Buenos Aires).
Los inicios de la arquitectura de la Argentina se remontan la colonización española en el siglo XVI, a pesar de que fue en el siglo XVIII que las ciudades del país alcanzaron su esplendor.
La simplicidad del estilo barroco rioplatense se aprecia claramente en Buenos Aires, en las obras de los arquitectos italianos como Andrea Blanqui, Juan Bautista Prímoli y Antonio Masella, en las iglesias de San Ignacio, la basílica de Nuestra Señora del Pilar, la Catedral y el Cabildo de la misma ciudad. En cambio en las ciudades del Interior, especialmente en Córdoba y Salta se nota un barroco más elaborado, junto con el singular barroco jesuítico-misionero que aún se puede admirar en las ruinas de San Ignacio Miní, Corpus, Loreto etc. en la provincia de Misiones.
Las influencias italianas y francesas aumentaron después de la Guerra de Independencia Argentina a principios del siglo XIX, aunque el estilo académico se mantuvo hasta las primeras décadas del siglo XX. Los intentos de renovación se llevaron a cabo durante la segunda mitad del siglo XIX y principios del XX, cuando las tendencias europeas penetraron en el país, que se refleja en numerosos edificios importantes de Buenos Aires, como en el singular neogótico alemán de la Iglesia de Santa Felicitas en el barrio porteño de Barracas diseñada por Ernesto Bunge; la Oficina Central de Correos y el Palacio de Justicia de la ciudad de Buenos Aires obras de Norbert Maillart; y el Congreso Nacional y el Teatro Colón obras de a Vittorio Meano.
La arquitectura de la primera mitad del siglo XX continuó la adaptación francesa de arquitectura neoclásica, como la sede principal del Banco de la Nación Argentina y el Museo de Arte Hispanoamericano Isaac Fernández Blanco diseñado por de Martín Noel en el microcentro de la ciudad de Buenos Aires, y el Gran Hotel Provincial de Mar del Plata, construido por Alejandro Bustillo (la ciudad de Mar del Plata hasta mediados de siglo XX estaba exornada por una majestuosa rambla de estilo art nouveau.
Numerosos arquitectos argentinos han enriquecido paisajes urbanos de su propio país, y en las últimas décadas, los de todo el mundo. Juan Antonio Buschiazzo ayudó a popularizar la arquitectura Beaux-Arts, y Francisco Gianotti ha combinado el art nouveau con detalles del estilo italianizante añadiendo un toque especial a las ciudades argentinas durante las primeras décadas del siglo XX. Francisco Salamone y Viktor Sulcic dejaron un valioso legado de art deco, mientras -casi coetáneo a ellos- Alejandro Bustillo creó una prolífica arquitectura racionalista.
Tanto en Buenos Aires como en la casi totalidad del territorio argentino (si se exceptúa al Sector Antártico Argentino) pueden encontrarse edificios de notable belleza, como el Palacio de las Aguas Corrientes, la Catedral de Salta, la Facultad de Derecho de la Universidad de Buenos Aires, el Palacio Barolo, el Monumento a la Bandera (Rosario), la Casa de Gobierno de Tucumán en San Miguel de Tucumán, el Hotel Llao-Llao (San Carlos de Bariloche), la Catedral de Córdoba, la Iglesia de San Francisco en la ciudad de Salta, entre otros.
Entre los más célebres arquitectos del siglo XX corresponde mencionar a los tucumanos César Pelli y Alberto Prebisch, así como a Mario José Buschiazzo, Amancio Williams, y Clorindo Testa.
En el urbanismo y especialmente el paisajismo se destaca la obra del francés nacionalizado argentino Carlos Thays quien hizo sus grandes aportes a su patria adoptiva desde fines del siglo XIX.

## Cultura popular

### Cine
El cine argentino, ha sido históricamente uno de los primeros y más desarrollados del cine latinoamericano. A lo largo del siglo XX la producción cinematográfica argentina, apoyada por el Estado y avalada por el trabajo de una larga lista de directores y artistas, se convirtió en una de las principales del mundo en idioma castellano.
La primera película cinematográfica y al mismo tiempo el primer cine documental de Argentina fue realizada en 1897 y dirigida por el occitano nacido con ciudadanía francesa Eugèni Py y naturalizado en Argentina con el nombre de Eugenio Py o, su nombre escrito en francés estándar: Eugène Py, este primer filme argentino, realizado poco después de la creación del cine en el mundo se denomina: La bandera Argentina. Se trataría de la primera película filmada en Argentina aunque otras versiones indican que el alemán Friedrich Figner habría hecho una filmación anterior con vistas de Buenos Aires, pero tal obra de Figner habría sido una obra extranjera retratando postalmente algunas zonas de la ciudad de Buenos Aires de entonces (circa 1890).

Al italiano nacionalizado argentino Quirino Cristiani se deben los dos primeros largometrajes de animación y del primer largometraje de animación sonoro del mundo. La tradición de dibujos animados fue proseguida por otros directores y dibujantes entre los que se destaca el español nacionalizado argentino Manuel García Ferré con sus cortometrajes de la saga llamada Hijitus y con varios largometrajes para niños entre los cuales destaca Manuelita, película nominada al premio Óscar en el año 2000.
El cine argentino ha alcanzado proyección internacional gracias a películas como Nueve reinas, o Metegol o El secreto de sus ojos entre otras muchas, se han destacado valiosos directores y directoras como Leopoldo Torre Nilsson, Alejandro Agresti, Rodolfo Kuhn, Nicolás Sarquis, Jorge Polaco, María Luisa Bemberg, Oscar Barney Finn, Leonardo Favio, Lucrecia Martel, el documentalista Jorge Preloran, Juan José Campanella, director de El secreto de sus ojos, que obtuvo en marzo de 2010 el premio Óscar a mejor película de habla no inglesa, siendo este el segundo premio de la Academia para la Argentina después de La historia oficial, de 1985.
En el país del sur, por otra parte, se realiza todos los abriles desde 1999 el BAFICI, probablemente el festival de cine de mayor interés en Latinoamérica. El cine argentino además cuenta con películas de bajo presupuesto que fueron premiadas en el mundialmente reconocido Festival Internacional de Cine de Cannes.
En Argentina también se celebra todos los años el Festival de Cine de Mar del Plata, en la ciudad costera del mismo nombre. La película argentina ganadora en la edición del 2010 fue TL-2 La felicidad es una leyenda urbana (rodada en el 2009), renovado aporte al cine mudo. A fines de 2013 se destacó la película de cineanimación Metegol (película) dirigida por Juan José Campanella la cual fue postulada para los premios Óscar de 2014.
Dignas de mencionar son la Escuela de Cine de Avellaneda, Cievyc y la EPCAV esta última dirigida por Eliseo Subiela quien observa a inicios de siglo XXI una gran cantidad de estudiantes de cine y cineastas pero a partir de los 1990 con una decadencia cultural alarmante.
El llamado propiamente cine arte descolló entre los 1960 y 1980, en los 1990 cerraron gran cantidad de excelentes salas de cine. El Cine Cosmos que fue en los 1990 transformado en una disco, siendo rescatado por sectores afines a la UBA un pequeño sector de la otrora gran sala con pantalla panorámica para las proyecciones. Una sala cinematográfica porteña que pudo mantener gran parte de sus cualidades fue el Cine Gaumont ubicado frente a la Plaza Congreso, el cine Gaumont inicialmente se dedicaba a proyectar películas de origen francés, en cuanto al Cine Teatro Opera de la avenida Corrientes porteña fue tras la decadencia iniciada en los 1990 transformado casi exclusivamente en una sala de teatro de público masivo y recitales, desapareciendo incluso su característico techo que muy bien simulaba a un cielo nocturno estrellado. Desde fines de los 1950 y especialmente en los 1960 hasta los 1990 en Argentina prosperaron los cineclubs en los cuales se exhibían casi siempre (en muchos casos a pedido de los socios) películas de todo el mundo de grandes méritos estéticos, de tales cineclubs o clubs de cine corresponde mencionar al Cine Sombras y a El Ángel Azul de la ciudad argentina de Córdoba, en gran medida seguidores de la crítica francesa de los Cahiers du Cinema o a los clubes de cine porteños como el CineClub Buenos Aires, Cine Club Núcleo y el Club de Cine.

### Teatro
Las primeras obras teatrales conocidas en Argentina tuvieron su puesta en escena a fines del siglo XVIII, especialmente en el desaparecido Teatro de la Ranchería ubicado en lo que hoy es el microcentro de la Ciudad de Buenos Aires, entre las vernáculas se destacó Siripo de Manuel José de Lavardén (1786).
Es famosa la anécdota según la cual el virrey Rafael de Sobremonte estaba observando en el citado teatro la obra «El sí de las niñas» del español peninsular Leandro Fernández de Moratín cuando en 1806 se le anunció la primera Invasión Inglesa, se retiró antes de la función y emprendió la huida hacia Córdoba. No obstante, la anécdota es falsa o inexacta: el teatro ya no existía, ya que había sido destruido por un incendio en 1792; y Sobremonte intentó una resistencia -que resultó inútil- antes de iniciar su retirada hacia el interior del Virreinato.
En 1804 se inauguró el Coliseo Provisional de Comedias de Buenos Aires (teatro que luego asumió las denominaciones «Coliseo Argentino», «Teatro Argentino» [de Buenos Aires], hoy simplemente «Teatro Coliseo»).
A mediados de siglo XIX descollaron los actores Juan Casacuberta y Trinidad Guevara. En la dramaturgia se pueden considerar a mediados del siglo XIX a Martín Coronado, José Mármol y Esteban Echeverría.
A fines de siglo XIX (y esto hasta casi 1950) se hizo popular el teatro rural basado en temas de la literatura gauchesca, concatenado a esto también se hicieron populares los sainetes con temas como la vida y muerte de Juan Moreira, o el circo criollo de los Hermanos Podestá o ya a inicios del siglo XX El conventillo de la Paloma de Alberto Vacarezza y luego en las décadas de los 1940 y 1950 las obras de Armando Discépolo como la tragedia llamada Stéfano entre muchas otras. En 1930, ya en plena década infame es que Leónidas Barletta funda el Teatro del Pueblo; el Teatro Del Pueblo, es reconocido como el primer teatro independiente en Argentina.Durante la primera mitad del siglo XX fue destacable el aporte de actores oriundos de España como Antonio Cunill Cabanellas, Margarita Xirgu, María Guerrero a quienes se sumó en la promoción del teatro argentino la hija de italiano y madre española Regina Pacini quien favoreció la creación de la Casa del Teatro.
Siendo Argentina un país pionero en la radiodifusión con las emisiones de L.O.R. Radio Argentina a inicios de los 1920, luego la estatal federal Radio Nacional se ha caracterizado por emitir programas de música clásica, y diversas músicas típicas argentinas, aunque cabe destacar el decano ciclo de radioteatro llamado Las dos carátulas que se caracteriza por ser protagonizada locutoriamente por grandes actores y por propalar versiones de los clásicos universales ( de Shakespeare, Cervantes, Eurípides, etc.) o nacionales.
Como se observa, a partir del comienzo del siglo XX la actividad teatral en Argentina fue intensa, por ejemplo en la ciudad de Buenos Aires diferentes compañías estrenaron numerosas obras inaugurándose de este modo la aún llamada «época de oro» entre sus dramaturgos se cuentan Florencio Sánchez, Gregorio de Laferrere y Roberto J. Payró y entre sus actores a «Flop» (Florencio Parravicini) también en la primera mitad del siglo XX se destacaron Enrique Muiño, Elías Alippi, Lola Membrives, Libertad Lamarque y Pepita Serrador.
En 1950 Leopoldo Marechal dio a conocer su Antigona Vélez excelente recreación acorde a la historia argentina de la milenaria y clásica tragedia debida a Sófocles, otros destacados dramaturgos son Alejandro Casona, Carlos Gorostiza y Griselda Gambaro. Los prolegómenos de inicios de siglo y las obras de comedios de siglo XX dieron a la actividad una creatividad poco común que ya en los 1960 fue proseguida por actores y directores como Roberto «Tito» Cossa este junto a Alejandra Boero fue una de las personas creadoras del MATe o M.A.T.E (al parecer la sigla o el acrónimo además de significar Movimiento de apoyo al Teatro, en parte aluden a la infusión nacional argentina: el mate)..., en los 1960 se pudo apreciar el teatro para niños de Roberto Aulés e igualmente se destacó el titiritero mendocino Ariel Búfano que integrando el cuerpo del Teatro General San Martín se ha hecho célebre con equipos como el de Los Volantineros y el burlesco oriundo de España José María Vilches también conocido como «El Bululú». Entre los principales actores del teatro argentino del siglo XX y primeros años del presente siglo se destacó Alfredo Alcón.
A mediados de los 1980, durante la presidencia de Raúl Alfonsín, logró merecido renombre el conjunto teatral llamado El Clu del Claun o Clú del Claun la grafía del nombre de este conjunto es incierta ya que de suyo y desde el principio era bastante informal y en el nombre, solo en el nombre, recordaba al Club del Clan un conjunto de cantores pop argentinos de inicios de los 1960. El «Clu del Claun» de comedia ha tenido su principal puesta en el Centro Cultural Ricardo Rojas en la zona off o under de la avenida Corrientes, casi al lado del cine Cosmos y dependiente de la Universidad de Buenos Aires, uno de los más recordados actores del Clu del Claun fue Batato Barea. También, a fines de los 1980, en el Centro Cultural Ricardo Rojas se conocieron las primeras actuaciones del conjunto teatral-humorístico llamado Los Macocos.
Entre los 1970 y 1990 tuvo muchos espectadores la obra llamada La lección de anatomía de medianos valores artísticos aunque llamativa por sobrepasar las censuras de moralina de esa época al mostrar completos desnudos bajo el pretexto de ser expresiones artísticas. A inicios de los 1980 se destacó la «movida» llamada Teatro Abierto cuya sala principal fue el Teatro del Picadero, paralelamente se ha venido desarrollando El Parakultural con la participación estelar del argentino oriental Alejandro Urdapilleta; luego les han seguido singulares grandes conjuntos de teatro-circense en donde abundan la acrobacia y las maquinarias de coreografía como los mundialmente célebres De la Guarda y Fuerza Bruta.
Junto a las obras pretendidamente contestatarias siempre, desde prácticamente inicios del siglo XX ha existido un teatro de varieté y especialmente un teatro de revista dirigido a un público masivo de clase media que busca el «humor verde» (basado en temas sexuales), la exhibición cada vez más destapada de vedettes y toda forma de la picardía sexual.
A inicios de la segunda década del siglo XXI es destacable la singular obra Stravaganza dirigida por Flavio Mendoza, obra que aunque reúne mucho del varieté y del teatro de revistas e incluso del vodevil tiene una propuesta culturalmente superadora ya que su objetivo es más artístico que comercial.
En cuanto a la comedia en vivo llamada comúnmente en Argentina por el nombre inglés de stand up y sus practicantes como «estandaperos», la misma se ha desarrollado desde los 1960 con el auge de los café-concerts y luego a través de la TV y teatros «under» con pago «a la gorra», el «stand up» argentino es eminentemente de un humor satírico o bufo que incluye a la crítica social, algunos de los actores más notables de este estilo son Tato Bores, Alejandro Dolina, Enrique Pinti, Antonio Gasalla, Malena Pichot, Luis Guarnerio, Juan Barraza, Guillermo Celsi, Hernán Traverso y Vinchu Rivera, entre otros.
Desde inicios del presente siglo XXI hasta al menos el 2014 el teatro cumple un rol muy importante en la cultura argentina y en sus artistas, siendo la ciudad autónoma de Buenos Aires una de las urbes con más actividad teatral en el mundo. También desde el siglo XXI existe la ONG patrocinada por Pepe Soriano que complemente a la Casa del teatro, ONG llamada SAGAI para promover y ayudar a los y las actores en dificultades económicas.
Buenos Aires es una de las grandes capitales del mundo del teatro, entre sus muchas salas se destaca el Teatro Colón, un punto de referencia nacional para la ópera y conciertos de música clásica; construido a finales del siglo XIX, su acústica es considerada entre las mejores del mundo, por su parte, también en la ciudad de Buenos Aires la avenida Corrientes es sinónimo del arte. Está pensada como «la calle que nunca duerme». El Teatro General San Martín es uno de los más prestigiosos, a lo largo de la avenida Corrientes, fuera de la avenida Corrientes se encuentran el Teatro Nacional Cervantes y el Teatro Coliseo; de gran valor son el Teatro Roma de la ciudad de Avellaneda; el Teatro Argentino de La Plata, El Círculo de Rosario, El Independencia en Mendoza, el Libertador en Córdoba, el San Martín de San Miguel de Tucumán, el Auditorio Juan Victoria de la ciudad de San Juan también ocupan un lugar destacado.

### Televisión
La primera licencia para una estación de televisión en Argentina fue otorgada en 1945, aunque fue de carácter experimental. No fue hasta el 4 de noviembre de 1951 cuando nació la actual televisión pública, LR3 TV Canal 7.
El primer formato de producción nacional fue el Telenoticioso, al que siguieron los musicales y los culinarios con la mítica Petrona C. de Gandulfo. A partir de 1956, atendiendo a las demandas de un público predominantemente femenino nacieron las primeras telenovelas, siendo pionero el Teleteatro a la hora del té.
Otros programas pioneros fueron Operación Cero, Todo el año es Navidad, La familia Gesa, Historias de jóvenes y Obras maestras del terror. Fue la década de los locutores Adolfo Salinas, Guillermo Brizuela Méndez, Pinky, Juan Carlos Rousselot, Julio Bringuer Ayala, Nelly Prince, Guillermo Cervantes Luro, Carlos D'Agostino, Cacho Fontana, entre otros.
En 1959 se crearon los Martín Fierro, de la Asociación de Periodistas de la Televisión y la Radiofonía Argentinas (APTRA), actualmente los premios de radio y televisión más importantes en Argentina.
El 18 de abril de 1960 nació Canal 12 de Córdoba, la segunda televisora del país, primera en el interior y primera de carácter privado. Ese mismo año, en Buenos Aires, comenzó Canal 9 y Canal 13, dando inicio a la televisión privada. Durante esa década, nacieron grandes clásicos de la televisión argentina como Los Campanelli, Telenoche, La campana de cristal o Almorzando con Mirtha Legrand, conducido por la actriz Mirtha Legrand.
En la década de 1970 continuó creciendo la oferta segmentada: musicales como Música en libertad y Alta tensión para la juventud, Grandes valores del tango y Asado con cuentos de Luis Landriscina para el público mayor; transmisiones deportivas como las peleas de boxeo de Carlos Monzón y Víctor Galíndez, y el Mundial de Fútbol de 1974; humorísticos como La tuerca, Hupomorpo, Operación Ja Ja y El chupete; concursos como Si lo sabe cante y Yo me quiero casar, ¿y usted? de Roberto Galán; los dramas unitarios entre los que se destacaba Cosa juzgada, dirigido por David Stivel.
En 1973, expirados los plazos de licencia, el Estado Nacional intervino los canales privados 9, 11 y 13 de Buenos Aires. A su vez durante el autodenominado Proceso de Reorganización Nacional, pasaron a ser controlados por las Fuerzas Armadas. Durante la dictadura se impusieron las listas negras que afectaron a numerosas estrellas de cine y teatro del país.
En 1983, Alejandro Romay, empresario teatral y una de las figuras más importantes de la televisión argentina, retomó la conducción de Canal 9, seguido por la privatización del resto de canales de la capital durante la década del 1980, manteniendo la titularidad estatal del Canal 7. El retorno de la democracia trajo aires frescos en la sociedad y por ende en la televisión, que renovó formatos y lenguajes, mostrando el grado de creatividad y madurez que el medio podía alcanzar. Ya en la última etapa de la dictadura, algunos productos ciertamente audaces para ese momento, marcaron el rumbo de lo que vendría: Nosotros y los miedos y Compromiso, dramas unitarios que abordaban temáticas profundas, incluso las relacionadas con el pasado reciente del país; Semanario insólito, una particular mezcla de información y humor, inspiró más tarde a Cable a tierra y La noticia rebelde.
Durante la década del 90, el incremento del zapping generó desde la propia televisión una retórica más audaz, en muchos casos marcadamente sensacionalista, a fin de mantener al público. Las figuras clásicas dieron paso a los jóvenes de entonces como Mario Pergolini, Marcelo Tinelli, Adrián Suar, Cris Morena, etc., aunque continuaron algunas de larga trayectoria como Mirtha Legrand o Susana Giménez.
Durante esa década continuaron formatos clásicos, todavía en emisión, como Susana Giménez y Almorzando con Mirtha Legrand, principales referentes de la televisión argentina por su longeva emisión e impacto social. También nacieron otros programas de entretenimiento para el gran público que marcaron historia por su éxito, como Videomatch, actualmente llamado Showmatch y conducido por Marcelo Tinelli, conductor de televisión de espectáculos en el país que ha cosechado las mayores audiencias. Sin tener tanto éxito, pero sí grandes críticas y reconocimiento fuera y dentro del país, la televisión argentina ha ofrecido comediantes como Diego Capusotto, ampliamente premiado por su programa Peter Capusotto y sus videos, o Antonio Gasalla, renombrado actor de teatro y televisión que ha trabajado en numerosos programas desde la década del 80 hasta la actualidad.
Otros formatos televisivos de producción argentina destacados por su éxito internacional son Caiga Quien Caiga o Perdidos en la tribu.

### Historieta

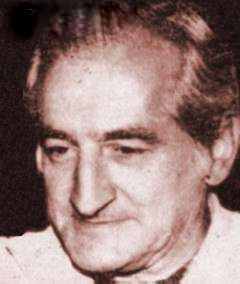
Héctor Germán Oesterheld, autor de la historieta El Eternauta, asesinado por la dictadura militar.

Argentina tuvo una importante producción en el campo de las historietas, siendo su época de mayor éxito entre los años 1940 y 1980. Del país surgieron numerosos artistas de proyección o reconocimiento internacional, como Héctor Germán Oesterheld, Alberto Breccia, Juan Giménez, José Luis Salinas, Ricardo Villagrán, Walther Taborda, Carlos Casalla, Alberto Contreras, Mandrafina, Francisco Solano López, Ciruelo, Osvaldo Walter Viola más conocido como Oswal autor entre otras historietas, de Sónoman, Horacio Altuna y el genial chilenoargentino Arturo Pérez del Castillo, con guionistas de gran nivel: Carlos Trillo, Guillermo Saccomanno etc.; así como el italiano Hugo Pratt ganó notoriedad durante su estancia en el país. Excelentes ejemplos de la historieta o «comic» argentino a nivel mundial se encuentran en las revistas Hora Cero, Misterix a fines de los 1950 y a inicios de los 1960. En los 1960 y 1970 se destacó la Editorial Columba y, mientras Columba mantenía su popularidad, entre los 1970 y 1990 la Editorial Record caracterizada por la elevada calidad artística de muchas de sus series de historietas (en algunos casos reediciones de historietas argentinas realizadas en décadas anteriores), la Editorial Record llegó a tener a partir de los 1980 una especie de sucursal en Italia en donde se reproducían por ejemplo las obras de la revista Skorpio con el mismo nombre de tapa que en Argentina, en los 1980 y gran parte de los 1990, pese al adverso clima económico, se destacaron las Ediciones de la Urraca destacándose la revista de historietas Fierro con sus artísticas portadas (verdaderos cuadros) realizadas por Marcelo Ciccone.
La historieta argentina fue disminuyendo a partir de los 1990. El público, especialmente el infantil y adolescente, fue trasladando «sus» gustos (según la masiva moda global facilitada por internet y otros mass media) hacia géneros como los superhéroes estadounidenses o el manga de origen japonés, y la producción local disminuyó, así como también la mayor parte de los artistas emigraron a trabajar a otros países, en su mayoría a Europa.
Las obras más aclamadas por la crítica son El Eternauta y Mort Cinder, de Oesterheld, y una de las más conocidas internacionalmente es Mafalda, de Quino, traducida a más de treinta idiomas.

### Humor gráfico

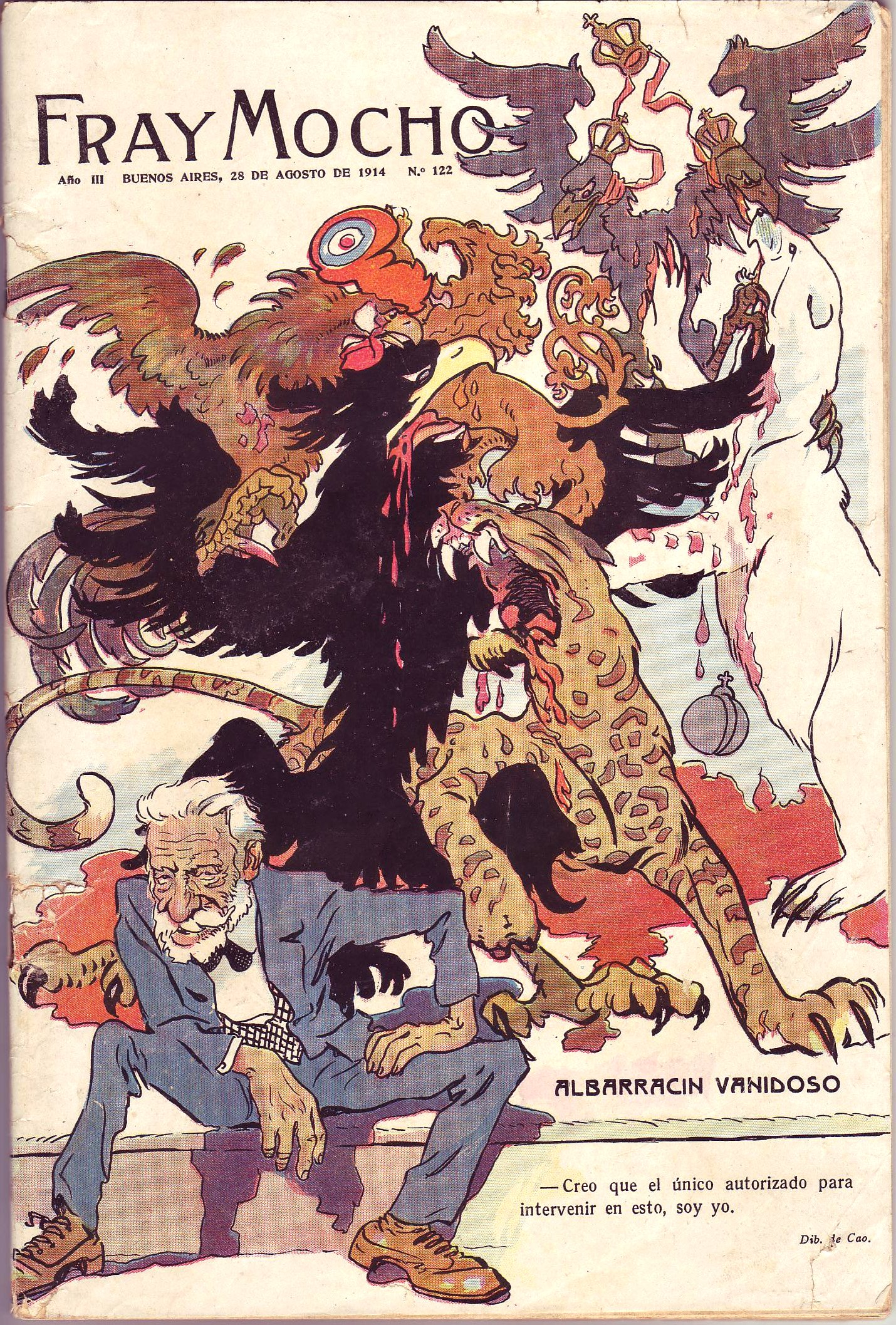
Cubierta de la revista Fray Mocho número 122, año 1914. La caricatura de la tapa simboliza a la Primera Guerra Mundial en algunos de los animales que simbolizaban a las potencias en pugna: el águila negra es Alemania, el águila bicéfala al Imperio de Austria-Hungría, el gallo a Francia, el león al Reino Unido de Gran Bretaña e Irlanda, el oso polar a Rusia y el tigre a Japón.

Argentina es un país destacado en el humor gráfico que incluye a la caricatura con autores y dibujantes de renombre mundial como Mordillo, Quino, Copi, Horacio Altuna, Caloi, Oski, Landrú, Crist o el oriental argentino Hermenegildo Sabat.
Teniendo uno de sus antecedentes a inicios del siglo XIX con el padre Francisco de Paula Castañeda quien en sus funciones de humorista y satírico se hace llamar El Gauchipolítico, Castañeda se caracteriza en los 1820 por sus sátiras contra Bernardino Rivadavia y otros personajes poderosos de la Argentina de entonces.
Ya desde esa tan temprana época y teniendo como antecedentes los panfletos realizados durante la Guerra de Independencia Argentina, a partir de 1810 comienza a hacerse notorio el uso de la caricatura casi siempre con objetivos políticos. Tras breves ediciones como La Cencerrada, se afianza y toma merecida notoriedad en 1860 la revista El Mosquito con excelentes ilustraciones debidas al español argentinizado Cao y a su colega Manuel Mayol «Heráclito». A partir de plena Crisis del 90 (crisis económica especulativa en gran medida bursátil que entre otras derivaciones tendrá como respuesta popular la creación de la Unión Cívica luego transformada en la UCR) surge la también satírica y políticamente crítica revista Don Quijote caracterizada especialmente por la caricaturas realizadas por Eduardo Sojo («Demócrito»).
En 1898 surge la revista Caras y Caretas, dirigida por Eustaquio Pellicer, en la que apareció en 1912 la primera historieta secuencial con perdurables personajes como Viruta y Chicharrón debidos a Manuel Redondo y a Juan Sanuy inspirados en «SpareRibs and Gravy» obras del estadounidense George McManus. Apenas un año después en «Caras y Caretas» aparece el primer personaje de la historieta argentina Don Goyo de Sarrasqueta o más comúnmente llamado Sarrasqueta debido a Manuel Redondo (en los 1970 se estableció el Premio Sarrasqueta para historietas y caricaturas). A Pellicer también se debe la revista de historietas y caricaturas P.B.T. inaugurada en 1904.
Contemporáneamente a Caras y Caretas se editó la revista satírica y de humor gráfico Fray Mocho con la dirección del escritor entrerriano Fray Mocho.
En 1913 el oriental Natalio Botana fundó en la ciudad de Buenos Aires aunque con tirada de difusión nacional el Diario Crítica de formato «sábana» que incluía bastantes caricaturas políticas y una sección de historietas en su contratapa.
Entre mediados de los 1940 y 1960, durante un período de bonanza económica para Argentina en relación con las otras naciones del orbe es que aparecieron o tuvieron su máximo éxito las simpáticamente conformistas publicaciones de Dante Quinterno (por ejemplo Patoruzú e Isidoro Cañones), de Lino Palacio Calandrelli una serie de entrañables historietas (Avivato, Ramona, Don Fulgencio etc.) y de José Antonio Guillermo Divito o sencillamente Divito con su revista Rico Tipo fundada en 1944 y exornada ya a inicios de los 1950 con las sensuales Chicas de Divito preanunciadoras de la revolución sexual o nueva moral sexual, tras pasar por la poco conocida revista Pobre Diablo recaló en Rico Tipo el humorista gráfico, Alejandro del Prado más conocido por su seudónimo: Calé también en Rico Tipo hacen su aparición las primeras viñetas del mendocino Quino. Mientras que en la revista Patoruzú se destacó Ferro con sus graciosos personajes Langostino y Tara Service.
Tras previas experiencias en 1947 mientras aún trabajaba en la revista Don Fulgencio editada por Lino Palacio; Landrú comenzó a editar su propia revista humorística llamada Cascabel con sátiras contra el partido populista llamado peronismo. Así el humor gráfico argentino revolucionó con formatos menos recargados y más modernos al aparecer en 1957 Tía Vicenta dirigida y en gran medida ilustrada por Landrú y con las primeras participaciones de Quino, Lorenzo López (Viuti), Siulnas y Jorge Palacio más conocido como Faruk hijo de Lino Palacio, también hicieron su presentación pública en este Tía Vicenta el humorista gráfico Limura entre otros.
A fines de los 1950 e inicios de los 1960 resaltó la revista cultural Leoplán, aunque no era estrictamente una revista humorística sino de «interés general» contó con un equipo de historietistas y humoristas gráficos argentinos, por ejemplo en Leoplán se documenta la aparición de las primeras obras de Quino, aún antes que en Tía Vicenta.
De Tía Vicenta y Primera Plana, a inicios de los 1960, surgieron importantes humoristas gráficos como Mordillo, Oski, el mendocino Quino y en Hortensia a fines de los 1960 el rosarino Roberto Fontanarrosa.
En la segunda mitad de los 1960 la revista Adán tuvo como uno de sus humoristas a Miguel Brascó.
Tras el forzado cierre por censura de Tía Vicenta en 1968 aparecieron en la importante ciudad Córdoba varias revistas como Jerónimo, Tía Vizca y, especialmente —en los 1970— Hortensia dirigida por Cognigni y en donde surgieron Fontanarrosa (en Hortensia se realizaron las primeras ediciones de Inodoro Pereyra y Boogie, el aceitoso) y los cordobeses Chamartín, Crist y Peiró.
En 1972, hizo su aparición en la ciudad de Buenos Aires Satiricón que llegó a reunir a casi todo lo más granado del humorismo gráfico y literario argentino de su época comenzando por sus creadores Oskar Blotta y Carlos Blotta, junto a Andrés Cascioli a los que se sumaron el cordobés Horacio Altuna, Landrú, Crist, Fontanarrosa, Carlos Garaycochea, Jorge Sanzol, Carlos Nine, Dobal, el salteño Caloi, Jorge Guinzburg (especialmente como redactor de chistes), Carlos Abrevaya, Alejandro Dolina, Carlos Trillo, el oriental Tabaré (al cual por ser sus dibujos iniciales bastante parecidos a los de Guillermo Mordillo, en la misma revista le hacen el comentario jocoso según el cual «Tabaré fue muerto por Mordillo al descubrirle copiándolo»), el redactor Mario Mactas, el rosarino Alfredo Grondona White y Sergio Izquierdo Brown entre otros. Tras su breve existencia, al ser clausurada Satiricón, en un periodo de gran declive económico surgieron pese a todo Mengano dirigida por Carlos Marcucci y que en su staff incluía a muchos de los mayores exponentes del humor gráfico y escrito de Argentina: el cordobés Lorenzo Lolo Amengual, Alejandro Dolina, Broccoli, Geno Díaz, Fati, Limura, Oski, el mendocino Quino, Roberto Fontanarrosa, Caloi, Serguei, Jorge Halperín, Sanyu, Carlos Trillo, Osvaldo Soriano (quien solía firmar sus notas con el seudónimo Parrotta), Aquiles Fabregat, Carlos Killian, Viuti, el sanjuanino Aldo Rivero entre otros.
También cabe recordar el humor gráfico en forma de tira diaria de José Miguel Heredia quien dibujaba y redactaba los «globos» de Perro Mundo, tira de un irónico humor que se publicaba en la contratapa del diario La Nación.
En el ínterin y con muy poco presupuesto cabe mencionar a la revista rosarina Tinta la cual pese a todas las dificultades que tuvo que afrontar se destacó por su originalidad e interesantes méritos artísticos.
Entre fines de los 1970 y fines de los 1990 Ediciones de la Urraca editó Hum®, dirigida por Andrés Cascioli y que reunía a gran parte de los humoristas que habían participado en Hortensia, Satiricón, Chaupinela y Mengano incluyéndose también a Meiji y Blopa.
De un formato y estilo singular fue El Péndulo («El Péndulo entre la realidad y la ficción») que contó con valiosos colaboradores como Alberto Breccia y su hijo Enrique Breccia.
En la segunda mitad de los 1990 se nota una decadencia en la historieta y el humor gráfico argentinos, un baluarte de los mismos ha resultado ser la revista Barcelona en la cual se han destacado ilustradores como Miguel Rep, también corresponde mencionar a las breves aventuras editoriales realizadas en los 1990 llamadas La Parda (publicación realizada en la ciudad de Rosario) y La Murga, la última dirigida por César Guzzo (tal revista policroma ha tenido como antecedente a un programa radial y a una publicación monocromática con formato de diario tabloide llamados ambos Naftalina) en «La Murga» además de Miguel Repiso (Rep) hicieron sus aportes Alfredo Grondona White y Julio Parissi entre otros.
En la actualidad, el humor gráfico argentino tiene como personajes destacados a Ricardo Siri Liniers, Maitena y Cristian Dzwonik más conocido por su nombre artístico Nik.
A inicios del presente siglo XXI, gran parte de los humoristas gráficos argentinos trabajan para el humor gráfico que se edita en los periódicos diarios: Marcelo Daniel Rudaeff y Daniel Paz y Rep para Página 12, los orientales Hermenegildo Sabat, Tabaré, Sendra (reconocido por su «tira» Yo, Matías) y Ian junto a los cordobeses Crist y Altuna para Clarín (hasta inicios la primera década del siglo XXI también trabajaban para Clarín: Dobal, Landrú, Quino y Fontanarrosa pero los dos primeros se han retirado y Fontanarrosa ha fallecido tempranamente), para La Nación Nik (con su reconocida «tira» llamada Gaturro), Liniers, Maitena, Tute (hijo de Caloi) etc, corresponde señalar que tras los años 90, el humor gráfico argentino pierde mucho de su excelencia al hacerse gráficamente más desgarbado e incluso más simple y primario en diseño e incluso en lo textual (basta comparar los dibujos y las «historias» de Caloi con los de su hijo Tute o las simplificadas formas de contrapuestas a las de Rep, Lolo Amengual, Quino, Brascó, Oski, Mordillo, Fontanarrosa, etc).

### Música

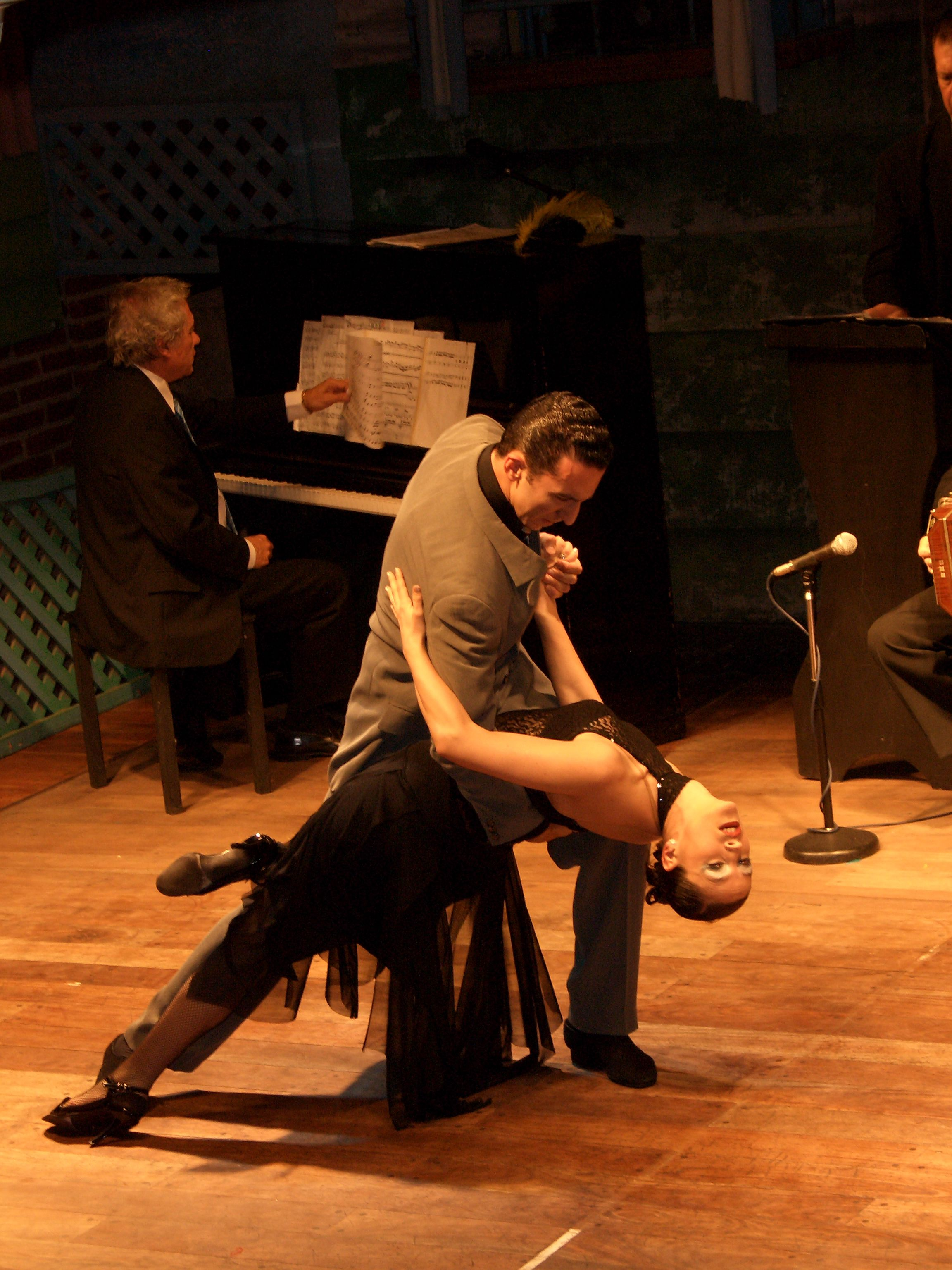
Espectáculo de tango.

El tango es una de las expresiones musicales de la Argentina más reconocidas internacionalmente. Se desarrolló principalmente en la ciudad de Buenos Aires, surgiendo a finales del siglo XIX. Su principal instrumento desde el siglo XX es el bandoneón, y posee también su propio baile característico. Algunos exponentes notables, entre otros muchos, del tango son sumando letristas, compositores, cantores y músicos: Carlos Gardel, Julio Sosa, Pascual Contursi, Enrique Santos Discépolo, Osvaldo Pugliese, Astor Piazzolla, Aníbal Troilo «Pichuco», Eduardo Arolas (al parecer su apellido original era Arola pero le puso un plural para hacer «chusco» su apellido), Juan de Dios Filiberto, Enrique Saborido, Alberto Marino (apellido real: Marinaro), Osmar Maderna, Floreal Ruiz, el santiagueño con linajes italianos Homero Manzi, Carlos Marcucci, Sebastián Piana, Cátulo Castillo, Homero Espósito, Tita Merello, Hugo del Carril, Azucena Maizani, Nelly Omar, Virginia Luque, Francisca «Paquita» Bernardo (en 1920 la primera bandoneonista), Ruth Durante, Edmundo Rivero, Roberto Goyeneche, Susana Rinaldi, Rodolfo Mederos, la santafesina Rosanna Falasca, los cordobeses Ciriaco Ortiz y Rubén Juárez y la hija de Ruben Juárez: Lucila Juárez entre muchos y muchas grandes artistas. Existe una división fundamental de épocas en el tango: la Guardia Vieja originada en el siglo XIX con tangos prostibularios como «El queco» (circa 1870) y «Tomá mate» (de los 1880), los tangos prostibularios solían carecer de letra (o al menos de letra estable) aunque sus nombres solían ser formas lunfardas o en todo caso figuradas de expresiones obscenas como «El choclo» o «Dame la lata» etc. El tango de la Guardia Vieja era de un tono bastante alegre acompañado por guitarras y frecuentemente por flautas y organillos, aunque paulatinamente derivó a tonos melancólicos y nostalgiosos en los cuales eran frecuentes los temas con recuerdos de la madre o del barrio «desaparecido» de tan cambiado por el supuesto «progreso» edilicio; el bandoneón ayudó con sus tesituras lastimeras a reforzar la idea de un tango triste en 2x4. En 1917, con Mi noche triste obra de Samuel Castriota y Pascual Contursi cantada por Carlos Gardel comienza el tango canción y esto prácticamente significa el fin de la Guardia Vieja. El tango fue muy bien plasmado en la pintura del artista José Fraindenraij de ascendencia alemana, que con maestría y arte plasmó en varias obras el tema del tango argentino. Como la mayor parte de las músicas típicas argentinas el tango aunque puede escucharse con deleite también es casi siempre bailable en baile de parejas.
En las provincias del Interior del país, en cambio, es más fuerte la Música folclórica (aunque el tango inicialmente también fue folclore argentino hasta que sus autores, cantores etc dejaron de ser anónimos) de Argentina. El mismo posee numerosos intérpretes, estilos y variantes, y uno de sus festivales más importantes es el Festival de Cosquín y el de Jesús María (Argentina) situados en la provincia de Córdoba (Argentina).
Hay muchos tipos de bailes y ritmos folclóricos en el país como por ejemplo el gato, el chamamé, la zamba (no confundir con la samba brasilera), la chacarera, el malambo, el pericón, la chamarrita, la vidalita, la milonga y el candombe (el candombe es una música afrorioplatense que en Argentina tuvo gran importancia hasta que Juan Manuel de Rosas fue depuesto manteniéndose sin embargo importante en la vecina orilla del Río de la Plata, más exactamente en ciertos barrios de Montevideo) etc.
A partir de los años 1960, el rock and roll se instaló en el país, y contó con exponentes de la mayor parte de los estilos más particulares del género. El principal artista que introdujo el rock and roll en el país fue Sandro, sin embargo ha de tenerse en cuenta que Sandro (quien durante mucho tiempo fue considerado el Elvis Presley en idioma español más bien se dedicó a una música pop caracterizada por un estilo muy personal basado principalmente en temas amorosos), en cambio el auge de la Nueva Música Urbana o Rock Nacional argentino, se produce desde la segunda mitad de los 1960 con bandas y conjuntos como Manal, Vivencia, Arco Iris, Vox Dei, Almendra conjuntos de rock argentino que se caracterizaron por su muy elaborada composición musical y sus letras de intensa poesía, desde inicios de los 1970 y hasta casi los 1980, se destacó Sui Generis, Pastoral y se destacaron los cantautores como Charly García, Luis Alberto Spinetta, Nito Mestre, Lalo de los Santos, Lito Nebbia, Emilio del Guercio, Juan Carlos Baglietto. Durante los años '80 y hasta mediados de los 90, el rock argentino prosiguió siendo uno de los más destacados del mundo con Sumo, Virus, Suéter, Los Abuelos de la nada, Soda Stereo, los Redonditos de ricota (o «Patricio Rey y sus Redonditos de ricota», apodados popularmente simplemente como «Los Redondos») y Bersuit Vergarabat, con cantautores de gran valía como Federico Moura, Luca Prodan, Miguel Abuelo, Gustavo Cerati, Miguel Zavaleta, Carlos «Indio» Solari y Gustavo Cordera. La mayor parte de los mismos son intérpretes de rock en castellano, habiendo muy contados artistas que hagan dicha música en el idioma inglés o portugués.
En cuanto al jazz este género musical de origen afroestadounidense, logró instalarse en Argentina luego de la Segunda Guerra Mundial especialmente entre ciertos sectores de estratos de clase media alta urbana, motivo por el cual el jazz argentino es el más prominente de América fuera de los propios Estados Unidos, entre los jazzistas argentinos se destacan: Oscar Alemán, Leandro «Gato» Barbieri, Lalo Schiffrin, Roberto Fats Fernández, Sergio Mihanovich, Jorge González, Jorge Anders, Enrique el Mono Villegas, Walter Malosetti entre otros, cabe señalar que el jazz argentino obtuvo especial impulso por las ciertas afinidades de origen con el tango hasta el grado que autores como el tanguero Piazzolla llegaron a realizar momentos de fusion con notas de jazz, en el canto del jazz argentino se destacan las voces femeninas de Blackie, Lona Warren y Lois Blue, luego Egle Martin y Eleonora Eubel y ya emergente en los inicios de siglo XXI: Ligia Piro (hija de los tangueros Osvaldo Piro y Susana Rinaldi).

### Música culta
En Argentina se suele llamar Música Culta a la música clásica y más exactamente a la música realizada por quienes han estudiado en conservatorios y universidades; el primer exponente conocido de música culta en Argentina es el italiano radicado en Argentina (más exactamente en la ciudad de Córdoba (Argentina) del siglo XVII Domenico Zipoli un cultor de la primera música barroca, a inicios del siglo XIX surge el Himno Nacional Argentino con música de Blas Parera, en la música del Himno Nacional Argentino se pueden notar algunos detalles tonales procedentes de las últimas obras de Mozart y las primeras de Beethoven, tras los arreglos debidos a Juan Pedro Esnaola la forma original y oficial del Himno Nacional Argentino ha mantenido el sublime y épico estilo original (solo a fines de los 1990 se han hecho versiones del Himno Nacional Argentino que precisamente nada tienen de composición hímnica).
A mediados del siglo XIX son meritorias algunas breves composiciones debidas al tucumano Juan Bautista Alberdi quien se mantenía en el clasicismo musical, mientras que en el siglo XX surge, poniendo debidamente aparte al gran compositor español radicado en Argentina: Manuel de Falla) una especie de síntesis de vanguardismo y nacionalismo musical en la que destacan: Alberto Williams, Alberto Ginastera, Julián Aguirre, Carlos López Buchardo, Juan José Castro, Juan Carlos Paz, Washington Castro, Carlos Guastavino, la cordobesa Alicia Tersian (especializada en música aleatoria), hasta se puede incluir al marplatense Astor Piazzolla como uno de los autores de «música culta argentina» ya que en su genialidad supo fusionar elementos clásicos, tangueros e incluso jazzísticos; sin embargo pese a las intenciones de muchos de sus autores la «música culta argentina» no ha logrado demasiada aceptación ni difusión cultural, quizás por haberse apegado demasiado a las modas globales de «música culta» (atonalismo, dodecafonismo, música concreta o la ya citada música aleatoria) llenas de disonancias, síncopas y desarmonias. Un intento bastante exitoso, pero truncado por el suicidio del mismo, de popularizar a la música culta fue el de Waldo de los Ríos.
Dentro de la música culta cabe mencionar al original conjunto argentino Música Ficta existente desde fines de los 1960 y establecido en 1975 recreando a la música ficta medieval, esto es: muy anterior al conjunto español que luego tomó el mismo nombre. Y al conjunto argentino dedicado a la música celta y especialmente a la música gallega-argentina denominado Xeito Novo en los 1980.
Entre uno de los más destacados difusores de la música culta corresponde hacer mención de Marcelo Arce quien viene desarrollando su obra desde la segunda mitad de los 1980.
La música culta de Argentina se destaca por tener durante el siglo XX y el siglo XXI a excelentes pianistas de renombre mundial: Marta Argerich, Daniel Barenboim, Bruno Gelber y el tucumano Miguel Ángel Estrella. También se han destacado los violinistas: Ljerko Spiller, el tucumano Tomás Tichauer y Alberto Lysy, este último creador de la Camerata Bariloche.
Por otra parte, aunque debido a su predominante faceta humorística pocas veces es considerado parte de la música culta argentina, es destacable el conjunto Les Luthiers.

### Moda
Buenos Aires estaba muy ligada a España, desde donde llegaban todo tipo de noticias, incluidas las de moda. En 1837 apareció el periódico La Moda, que divulgaba las distintas usanzas en el país y en el cual escribía Juan Bautista Alberdi. Tiempo después, comenzaron a llegar modistas y sastres de España y Francia, y hacia mediados del siglo XIX ya se podían conseguir en estas tierras revistas como la española La Moda Elegante, que incluía moldes detallados e indicaciones precisas para confeccionar distintos tipos de prendas, bordados y manualidades.
Desde 1816 la moda en las principales ciudades argentinas hubo por referentes a las modas parisinas adoptadas principalmente por las mujeres (o damas) «patricias» y en mucho menor grado a las modas inglesas predominantes en Londres usadas principalmente por los varones de los estratos económicos altos y medio altos (traje sastre muchas veces con el tejido llamado «príncipe de Gales»), en los 1950 los varones de clase alta y media alta llegaron a usar la moda petitera, la preeminencia de las modas «elegantes» y a la page con influjos franceses e ingleses se fue dejando, tras la Segunda Guerra Mundial y especialmente desde fines de los 1950 y todos los 1960 (por ejemplo muy a inicios de los 1960 los varones argentinos -excepto en áreas rurales- dejaron de usar sombreros) dando lugar a las modas trendy o tendencias estadounidenses (usos de pantalones yins o vaqueros, camperas, t-shirts es decir camisetas o remeras (las sensualmente femeninas remeras muy ceñidas que muestran el ombligo sobre un «yin de talla baja» han sido típicas de las mujeres urbanas argentinas desde los 1970), En los meses frescos del otoño (que inicia el 21 de abril) y en los fríos del invierno, que dura desde el 21 de junio hasta —aproximadamente— el 21 de septiembre, es común el uso de camperas y botas, botines o borceguíes en los dos sexos por eso se ha hablado de una moda «unisex» aunque en los hechos casi todas las mujeres usan tales prendas con detalles que les distinguen nétamente de las de los varones, por otra parte las mujeres argentinas durante los meses fríos tienden a usar tapados y en los meses veraniegos en zonas balnearias trajes de baño como las bikinis adoptadas masivamente por las mujeres argentinas como traje de baño o «malla» desde los 1960 etc), los yins o vaqueros fueron adoptados, con diseños ajustados que resaltan las curvas femeninas, masivamente por las mujeres argentinas a inicios de los 1970.
Tras los 1990 la moda en Argentina más popular responde a lo que desde los diseñadores correspondería a un mal gusto derivado de los estratos más pobres de Estados Unidos y la pauperización de la población en Argentina (gran parte de los portadores de estas modas no son argentinos): en los varones de clase baja uso de bermudas, remeras y gorros de béisbol.[cita requerida] Desde los 1970/80 existe una tendencia a crear un estilo argentino de modas en el cual se realizan síntesis de influjos europeos, indígenas y estadounidenses etc.
Actualmente se basa en conceptos de diseño propio pero las tendencias extranjeras también siguen siendo muy usadas.

### Filosofía
Para Alejandro Korn (1940), la explicitación racional de un conjunto de sentimientos, intereses e ideales comunes, desarrollada por un colectivo, con la ayuda de la tradición filosófica occidental, constituiría lo que se puede llamar filosofía argentina.

## Gastronomía
La gastronomía argentina se basa en los grandes aportes de los inmigrantes españoles e italianos y la previa cocina criolla (basada principalmente en influjos españoles e indígenas), ofrece al visitante la posibilidad de saborear platos típicos teniendo como ingrediente principal la carne que goza de una sólida reputación en todo el mundo por su calidad, el asado es un plato aparentemente universal aunque en Argentina adquiere características de preparación gourmet porque no se reduce a ser solo carne asada. Aparte del ya mencionado asado argentino (que es muy diferente de cualquier otro asado excepto del de Uruguay) en Argentina, dentro de la culinaria criolla, destacan estas comidas y este postre típicos y esta infusión: las empanadas, el locro, el dulce de leche y el mate; procedentes de los influjos españoles son los guisos y pucheros y procedentes de los influjos italianos una abundante variedad de pastas y afines: tallarines con tuco, ñoquis, ravioles también con tuco y al uso nostro, pizzas, bagna caudas, etc. Los restaurantes típicos, llamados parrillas, ofrecen las más diversas posibilidades de probar la típica carne asada, además de ofrecer al público platos de todas las colectividades, como así también los platos clásicos del resto del país.
La gastronomía argentina se destaca fundamentalmente por la carne vacuna y los vinos, así como por una amplia disposición de alimentos de todo tipo a precios relativamente bajos. Puede considerarse básicamente configurada sobre las culturas alimentarias de las civilizaciones precolombinas andinas y guaraníes, y luego colonial, aunque la principal característica de la cocina argentina son los muy fuertes influjos de las gastronomías italiana y española.
Un factor determinante es que Argentina resulta ser uno de los mayores productores agrícolas del planeta. Es gran productor de trigo, poroto, choclo o maíz, carne (en especial vacuna), leche y, desde los años 1970, gran productor de soja aunque esta leguminosa no ha logrado la aceptación popular.
La gran producción de carne vacuna hace que sea la de mayor consumo (en muchos períodos el consumo anual per cápita ha superado los 100 kg y durante el siglo XIX rondaba los 180 kg per cápita/año).
De modo semejante, las enormes producciones trigueras hacen que el pan más común sea el pan blanco de harina de trigo y explican en gran medida el éxito de ciertas comidas de origen italiano que la utilizan y que las pizzas argentinas tengan más masa que las italianas.

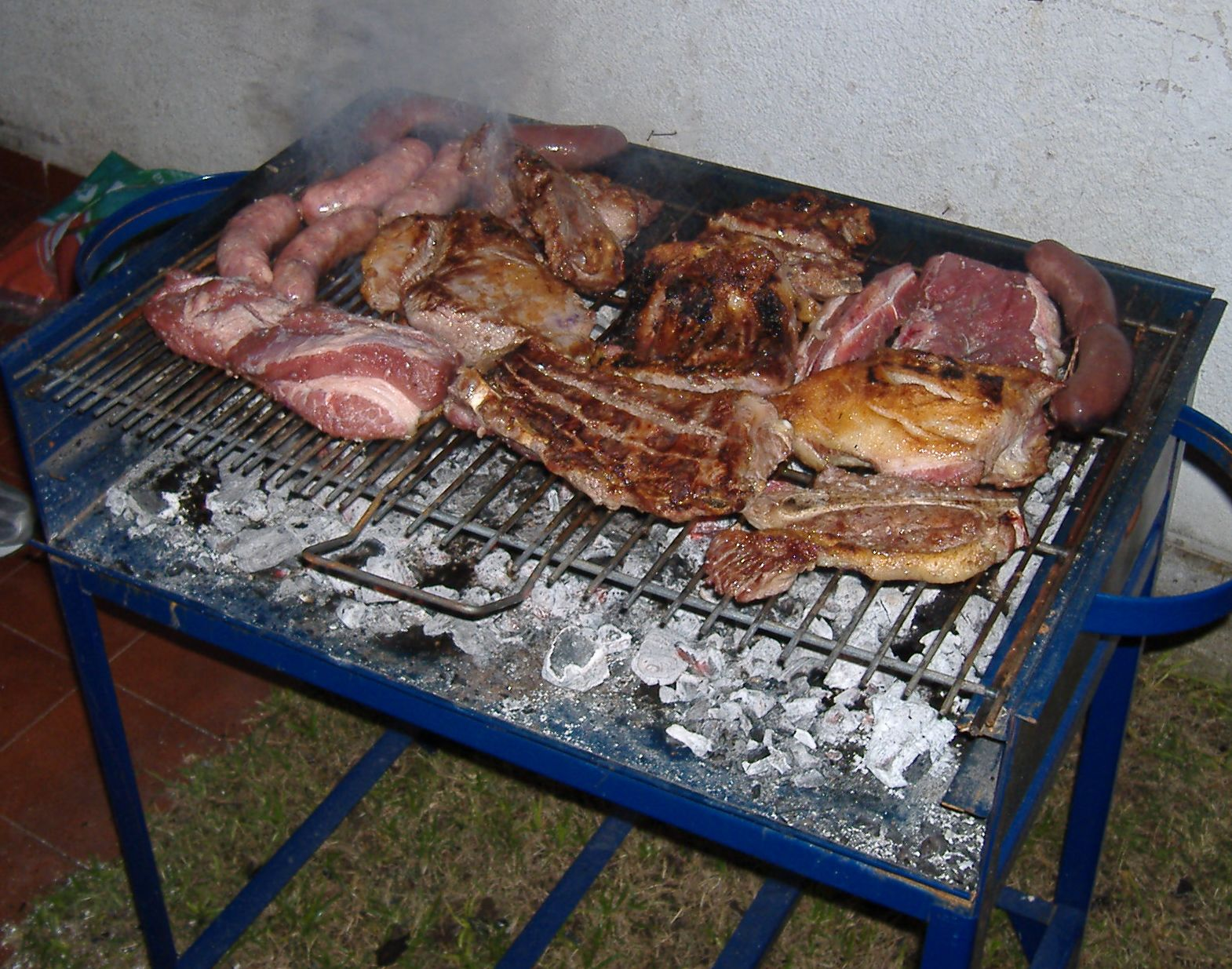
Asado
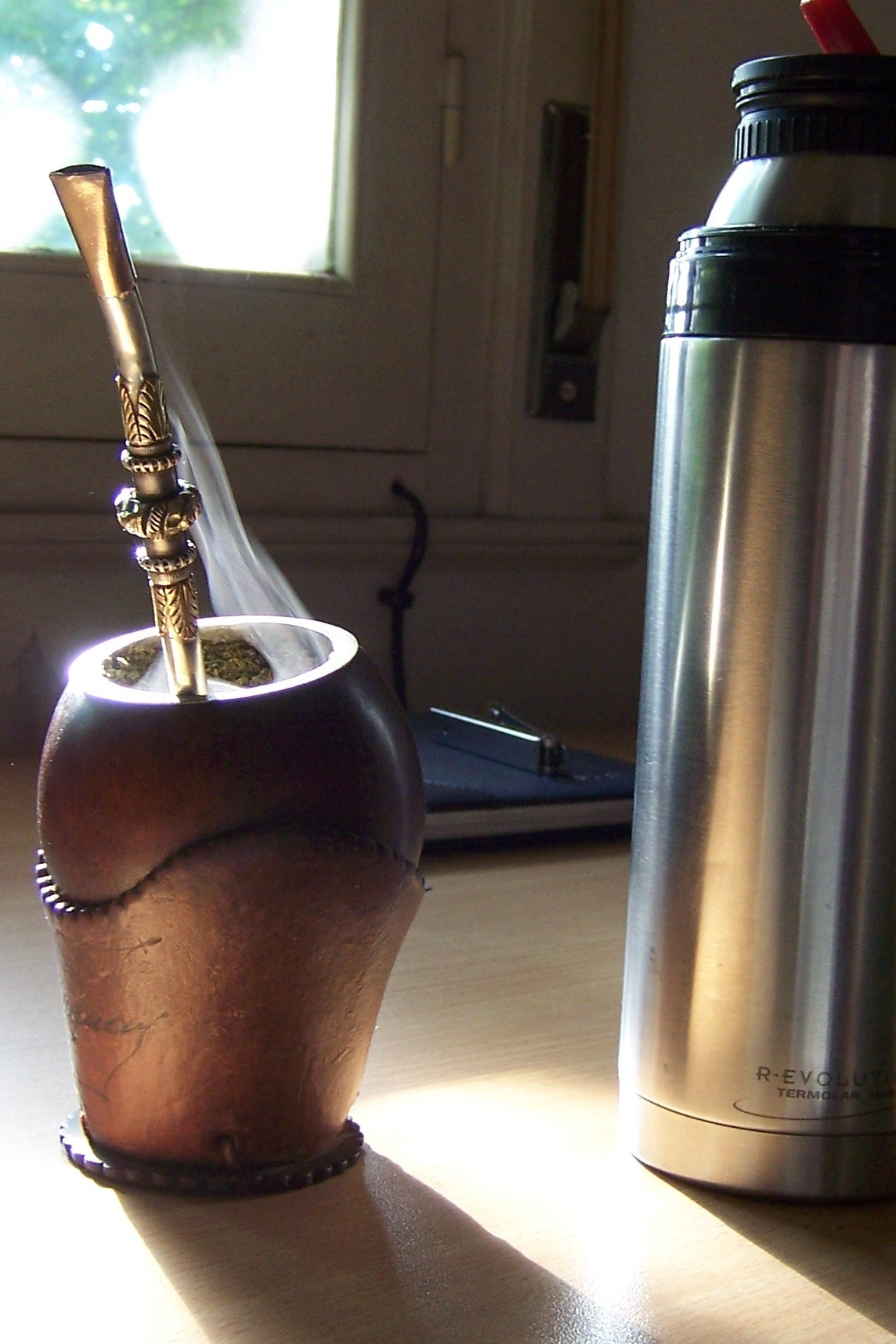
El mate
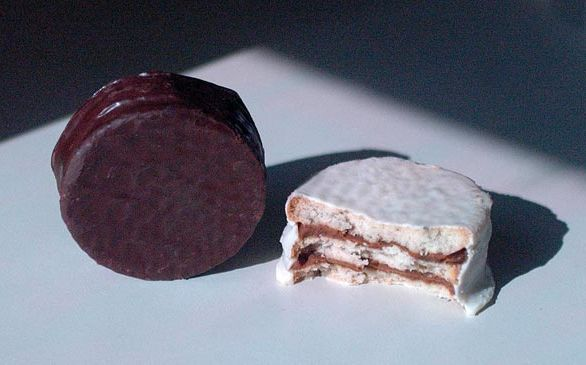
Alfajores
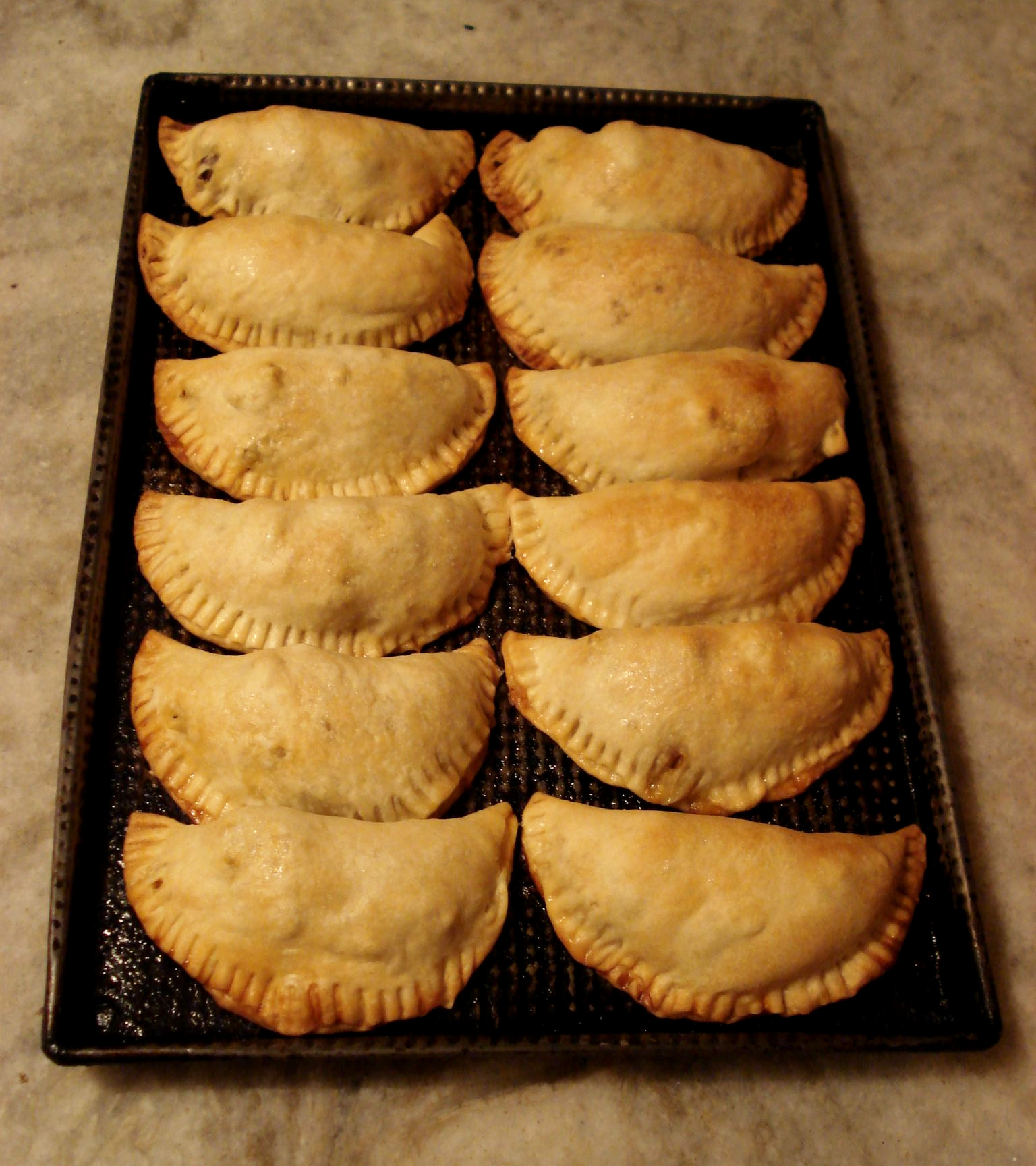
Empanadas caseras
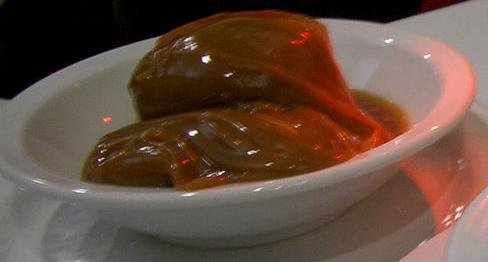
Dulce de leche
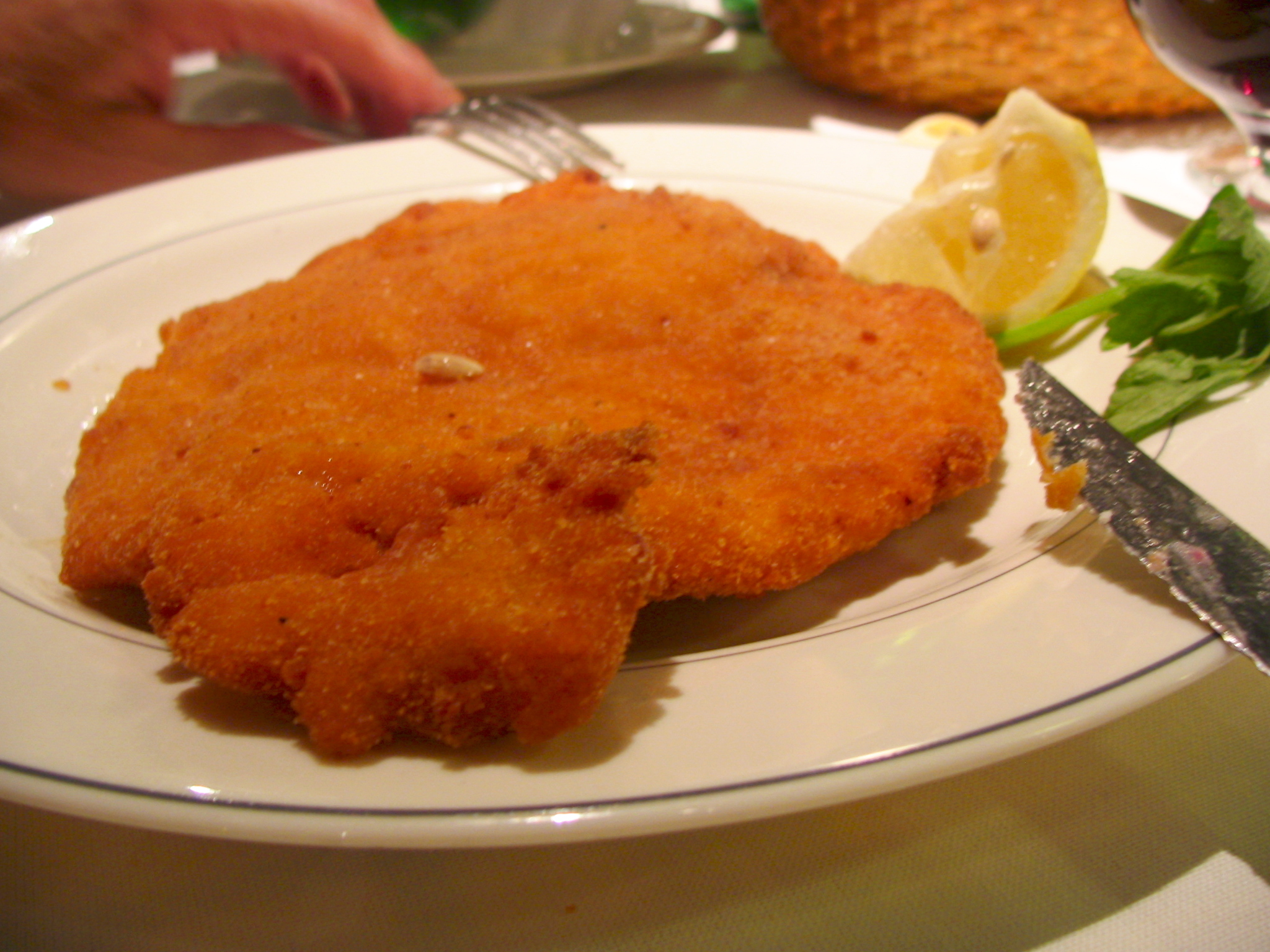
Milanesa
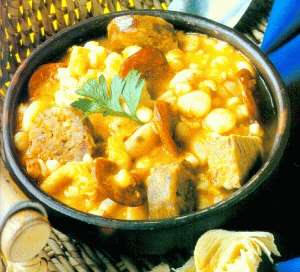
Locro
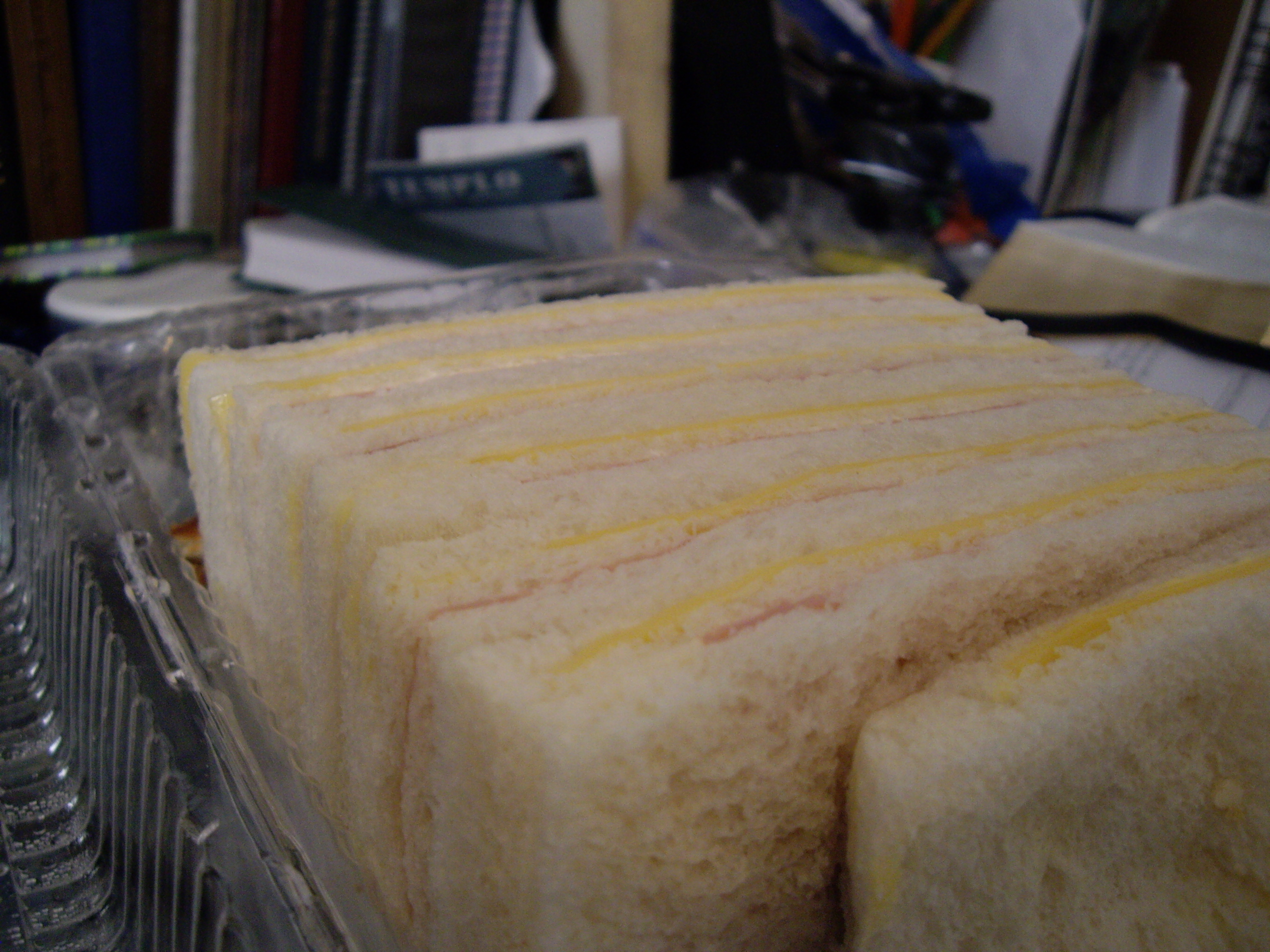
Sándwich de miga
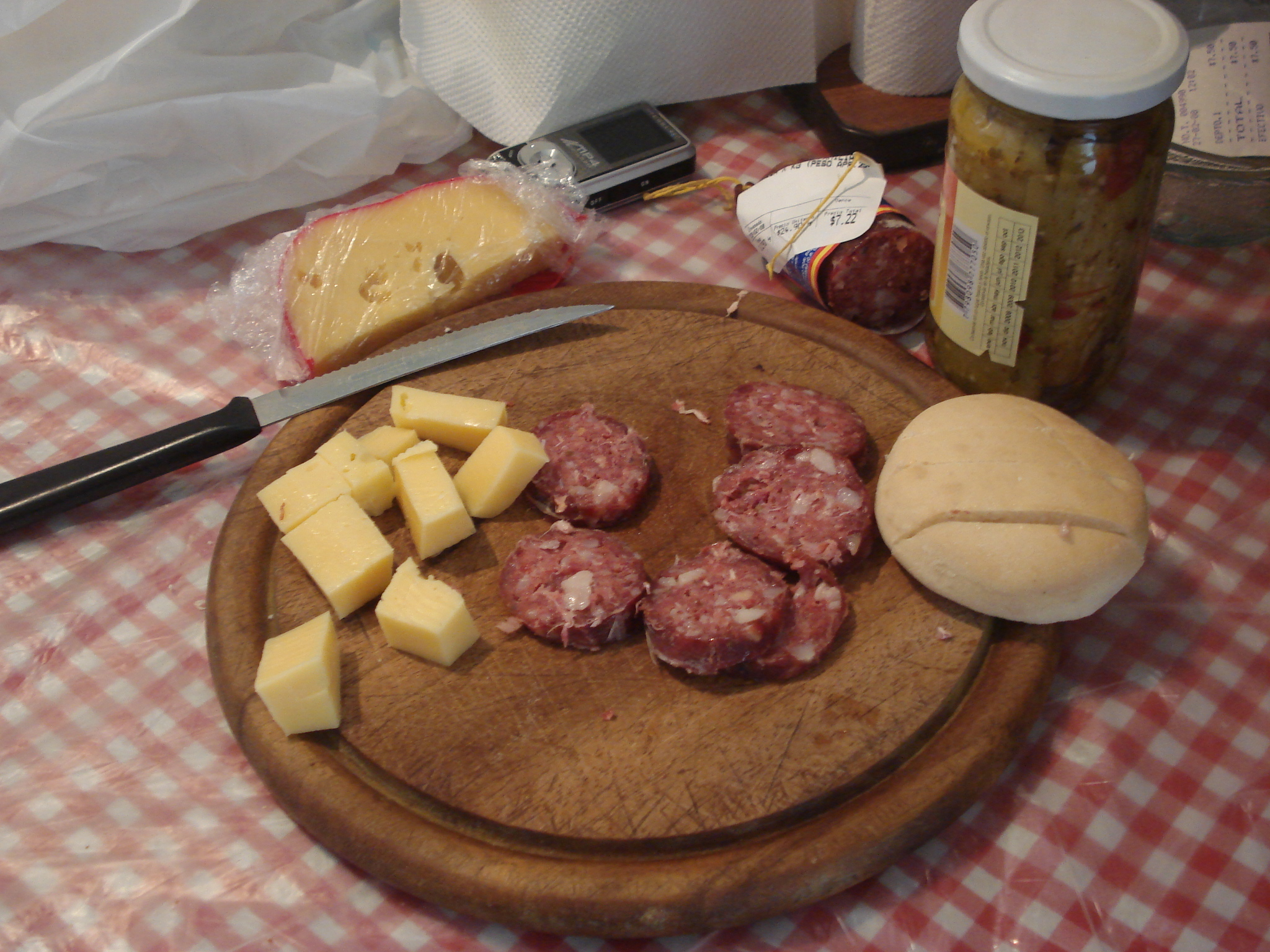
Picada criolla
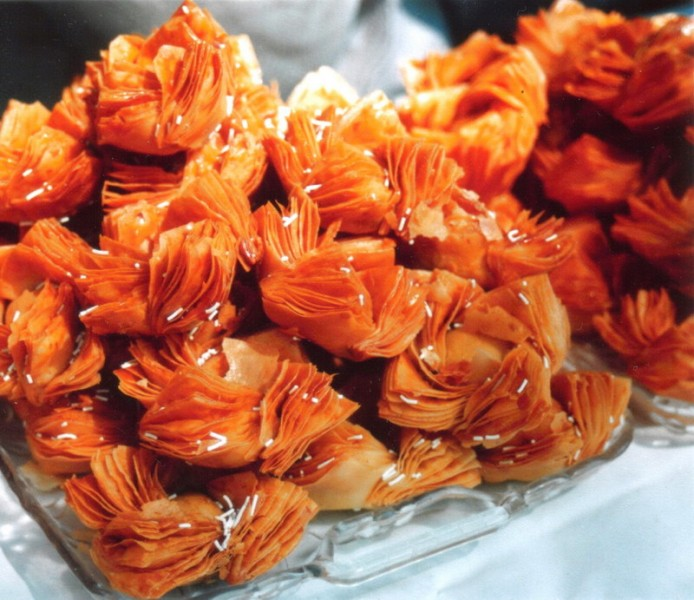
Pastelitos argentinos

## Deportes
Una de las más grandes aficiones deportivas de los argentinos es el fútbol con algunos estadios importantes con capacidad para más de 60 000 personas. El deporte autóctono es el pato, en el que se demuestra la habilidad y el coraje del jinete. El polo argentino goza de nivel internacional, tanto por la excelencia de sus jugadores como por la calidad de los excelentes caballos argentinos que montan. Los deportes como el tenis, el básquetbol, hockey sobre césped y el rugby también son populares y gozan de prestigio internacional merced a sus buenos cultores. El paddle, el remo, el windsurf son actividades requeridas por la gente. La práctica del esquí en sus diversas modalidades se realiza desde junio hasta septiembre y a lo largo de la cordillera de los Andes e incluso en algunos sitios de las Sierras pampeanas. Los deportes acuáticos como navegación a vela y motor, windsurf y esquí acuático se practican en ríos, lagos y en todo el litoral marítimo, además de la posibilidad de practicar equitación, senderismo, andinismo (variedad extrema del montañismo), mountain bike, aladeltismo, balsismo, canotaje, buceo (especialmente en las aguas costeras patagónicas del Mar Argentino), a lo largo de todo el país. En Argentina, existen más canchas de golf que en el resto de los países de América Latina en conjunto. También se practica la pesca deportiva.
El deporte en Argentina se caracteriza por una relevancia extraordinaria del fútbol masculino. La difusión masiva del deporte se produjo en las tres primeras décadas del siglo XX sobre la base de la pasión popular por tres actividades: el fútbol, el boxeo y el automovilismo.
Aparte de los mencionados, en Argentina se han desarrollado deportes que han alcanzado la primera línea mundial como el básquetbol, el cestoball, el ciclismo, el golf, el hockey sobre césped, el hockey sobre patines, el polo, el pádel, la pelota paleta (una variante de la pelota vasca), el remo, el rugby, el tenis, el voleibol y el yachting.
Otros deportes de desarrollo considerable son: el montañismo, la halterofilia, el balonmano, la natación, el patín, el taekwondo, el judo, etc. En la zona andina del sur del país se practican de forma muy extendida los deportes de invierno, en especial esquí y snowboard. El deporte nacional es el pato.

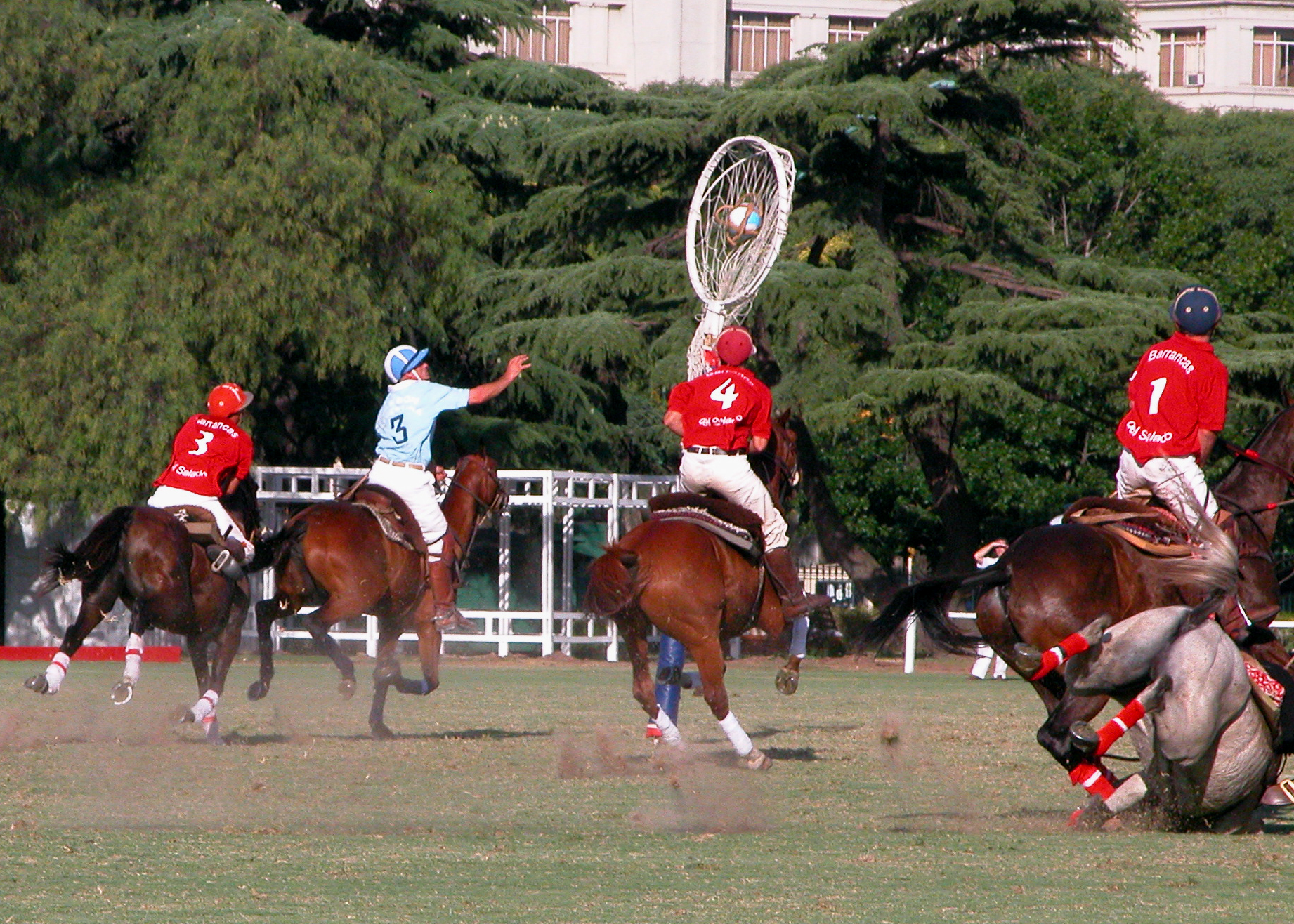
El pato se juega con una pelota con manijas que debe ser tomada del piso o pasarse entre jugadores para convertir gol en la valla contraria.

Por su parte, el fútbol superó a todas las disciplinas en el gusto de los argentinos. Miembro de la FIFA, la Selección Argentina de Fútbol participó en 18 de las 22 fases finales de los Campeonatos Mundiales, logrando ser campeona tres veces, en Argentina 1978, en México 1986 y en Catar 2022 y subcampeona también en tres oportunidades, en Uruguay 1930, en Italia 1990 y Brasil 2014. También obtuvo la medalla de oro en los Juegos Olímpicos de Atenas 2004 y los Juegos Olímpicos de Beijing 2008, además de 16 campeonatos en la Copa América.
Los futbolistas Alfredo Di Stéfano, Diego Armando Maradona y Lionel Messi, son considerados entre los pocos máximos exponentes en la historia mundial de este deporte, tanto por aficionados como por colegas, directores técnicos, directivos o periodistas deportivos. Maradona marcó el llamado «Gol del Siglo XX» en 1986.
En boxeo, Argentina se ha destacado con más de 30 boxeadores que lograron títulos mundiales. Entre ellos cabe mencionar a: Luis Ángel Firpo quien en 1926 casi noqueó al famoso estadounidense Jack Dempsey en los Estados Unidos pero según un jurado amañado «perdió» la pelea; en los 1950 cobró renombre internacional José Gatica, luego en los años 60 el cordobés Goyo Peralta y su rival Oscar Natalio «Ringo» Bonavena en los 1960 e inicios de los 1970 fue uno de los campeones mundiales entre los «pesos-pesados» del mundo, famosa fue la pelea de Bonavena contra Cassius Clay cuando el estadounidense estaba en su mejor estado físico, confrontación ocurrida igualmente en Estados Unidos, en la cual el argentino Bonavena perdió tan solo por puntos, luego Bonavena sería asesinado en el state estadounidense de Nevada; el santafesino Carlos Monzón fue campeón mundial mediano entre 1970 y 1977; por su parte el mendocino Nicolino Locche se destacó mundialmente por su agilidad y habilidad para esquivar golpes en su cabeza y contraatacar exitosamente ante contendientes que parecían más poderosos; Víctor Emilo Galíndez obtuvo dos veces el título mundial de peso semicompleto pero su exitosa carrera fue trágicamente truncada en 1980 al ser atropellado por un automóvil mientras trotaba entrenándose por los parques de Palermo en Buenos Aires; a inicios del presente siglo XXI se destaca como campeón mundial en su categoría de pugilato Sergio «Maravilla» Martínez. Los boxeadores argentinos también obtuvieron en los Juegos Olímpicos 7 medallas de oro, 7 de plata y 10 de bronce.
El básquetbol, tiene un rico pasado en el país: Argentina fue Campeón Mundial en 1950. Sin embargo, en las décadas de 1960 y 1970 fue perdiendo importancia. Con la creación de la Liga Nacional en 1984, recuperó y ganó en popularidad. La irrupción de Emanuel Ginóbili en la NBA y las grandes actuaciones de la Selección argentina a nivel internacional, contribuyeron a un mayor seguimiento por parte del público. En 2002, la Selección dirigida por Rubén Magnano alcanzó la final del Campeonato Mundial en Indianápolis, el cuarto lugar en el Campeonato Mundial de 2006. En 2019 volvió a lograr el subcampeonato en el Campeonato Mundial disputado en China y obtuvo la medalla de oro en los Juegos Olímpicos de Atenas 2004, el título más importante de su historia, como así también la medalla de bronce en los Juegos Olímpicos de Pekín 2008.

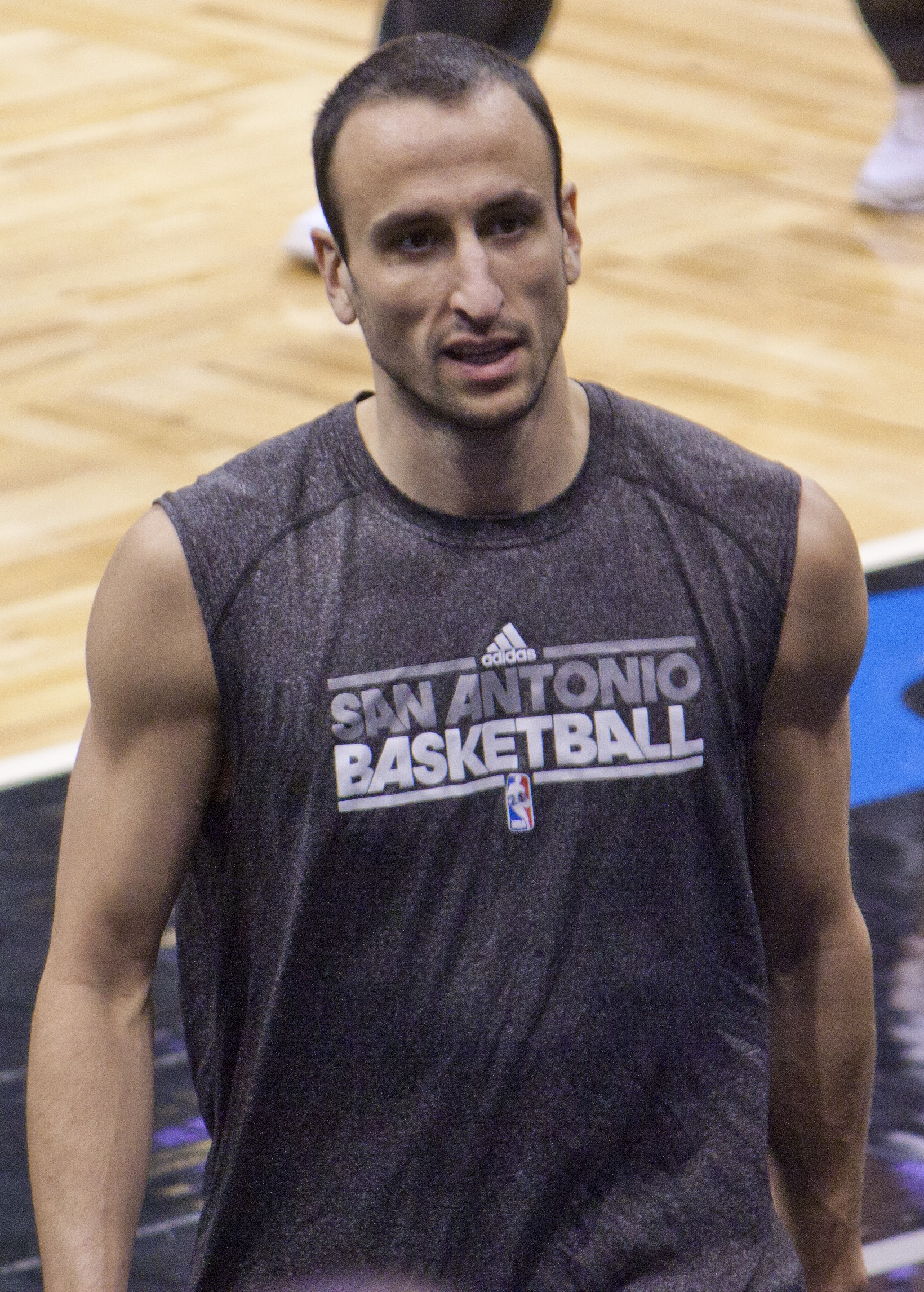
Emanuel Ginóbili, el mejor jugador de básquetbol del país

Los tenistas argentinos han ganado muchos lauros desde la irrupción en el tenis masculino de Guillermo Vilas y José Luis Clerc en la década de 1970 y de Gabriela Sabatini en el femenino, en las décadas de 1980 y de 1990. Contemporáneamente, algunos tenistas argentinos han tenido logros destacados como David Nalbandián, que se consagró campeón del Másters 2005; Juan Martín Del Potro que fue campeón del US Open en 2009 y obtuvo dos medallas olímpicas; Gastón Gaudio, que fue campeón de Roland Garros en 2004 en una final argentina contra Guillermo Coria y Paola Suárez, que obtuvo medalla de bronce en dobles femenino en los Juegos Olímpicos de Atenas 2004 y cuatro torneos de dobles de Roland Garros, tres campeonatos en dobles en el Abierto de Estados Unidos y un título en el Abierto de Australia, también en la misma categoría. Argentina ganó la Copa Davis en 2016 y es hasta el momento, el único país latinoamericano que ostenta dicho trofeo. Además fue finalista en cuatro ediciones (1981, 2006, 2008 y 2011). Argentina también conquistó en cuatro oportunidades la Copa ATP (1980, 2002, 2007 y 2010), siendo uno de los países con más títulos.
El hockey sobre césped femenino, con la Selección nacional denominada Las Leonas, también ha registrado grandes logros como la obtención de la medalla de plata en los Juegos Olímpicos de Sídney 2000, Londres 2012 y Tokio 2020, siete Champions Trophy, el Campeonato Mundial de 2002 y 2010, la medalla de bronce en los Juegos Olímpicos de Atenas 2004, Pekín 2008 y París 2024, la Liga Mundial 2014-2015 y la Hockey Pro League 2021-22. Entre las jugadoras más reconocidas, se encuentran Cecilia Rognoni, Vanina Oneto, Mercedes Margalot, Magdalena Aicega y Luciana Aymar, elegida como la mejor jugadora de hockey del mundo en ocho ocasiones.
El rugby en Argentina es aficionado, con más de setenta mil practicantes registrados. El seleccionado argentino, conocido como Los Pumas, con exjugadores de nivel mundial como Agustín Pichot o Felipe Contepomi, se encuentra entre los diez mejores equipos del mundo. Su mejor resultado en los Campeonatos Mundiales fue el tercer puesto en la Copa Mundial de Rugby de 2007 disputada en Francia, tras vencer al país anfitrión por el tercer puesto y galardonándose con el bronce.
En natación se destacaron Alberto Zorrilla, Jeanette Campbell, Pedro Candioti, Luis Alberto Nicolao, Georgina Bardach, José Meolans, Federico Grabich y Delfina Pignatiello.
En remo se destacó Alberto Demiddi.
Vito Dumas fue el primer navegante solitario en recibir The Slocum Award por cuatro fantásticos viajes solitarios en un pequeño yate velero guiado con todo instrumental por antigua brújula y un sextante, además se destacó por la vuelta al mundo por los 40° de latitud sur (tormentosa y helada zona de los Cuarenta aulladores). En cuanto a Germán Frers, se destacó por el diseño de naves deportivas.
En carreras de larga distancia (maratón), son memorables los santafesinos Delfo Cabrera y Juan Carlos Zabala, ambos campeones olímpicos en su disciplina y Reinaldo Gorno, ganador de la medalla de plata en los Juegos Olímpicos de Helsinki 1952.
En golf, se destacó internacionalmente el bonaerense Roberto De Vicenzo y en la actualidad se destaca el cordobés Ángel Cabrera.
En artes marciales, entre los practicantes que tienen estas disciplinas en Argentina desde 1960, es de señalar la participación olímpica y los logros obtenidos por las judokas Daniela Krukower y Paula Pareto y el taekwondista Sebastián Crismanich.
El automovilismo también ocupa un lugar importante en las preferencias de los argentinos, siendo Juan Manuel Fangio el mayor deportista en este rubro, quien logró en la década de 1950 cinco títulos mundiales, quíntuple campeón mundial de Fórmula 1 solo fue superado (ya fallecido Fangio) décadas después, con ayuda de los grandes avances tecnológicos por el alemán Michael Schumacher en sus records automovilísticos. Carlos Alberto Pairetti, Jorge Cupeiro, Oscar Cabalén, Oscar Alfredo Gálvez y Juan Gálvez, Marcos Di Palma y en general la Familia Di Palma o los hermanos Patronelli son figuras destacadas internacionalmente en el automovilismo de diversas categorías.
En el diseño y la fabricación de automóviles de carrera (y también modelos no deportivos) son merecidamente afamados los santafesinos Oreste Berta (apodado «El mago de Alta Gracia») y Horacio Pagani.

### Organización y difusión del deporte nacional
El organismo estatal vinculado al deporte es la Secretaría de Deportes de la Nación, de la Jefatura de Gabinete de Ministros del Gobierno de Argentina. A su vez, posee distintos organismos menores que rigen a nivel provincial o municipal. El 10 de diciembre de 2015, el presidente Mauricio Macri añadió el área de deportes para que esté a cargo del Ministerio de Educación, pasando a llamarse Ministerio de Educación y Deportes. Su titular fue Esteban Bullrich.
Históricamente, el canal gubernamental Canal 7 y diversas señales estatales radiales (entre ellas Radio Belgrano) se encargaban de difundir el deporte por televisión y radio para todo el país en forma gratuita. No obstante, con la introducción de nuevos canales como TyC Sports, ESPN, Fox Sports y más recientemente DeporTV, fue descentralizada la transmisión del deporte a fin de llegar a más cadenas, además de los canales privadas por los que se debe pagar un precio para su disponibilidad.
Bajo el programa «Deporte para todos», el gobierno estableció que ciertas competiciones deban transmitirse por televisión abierta, tales como los Juegos Olímpicos (tanto en su edición de verano como de invierno), Juegos Panamericanos, campeonatos mundiales en los que haya representación nacional, la Copa Mundial de Fútbol, la Copa América (fútbol), el Campeonato de Primera División del fútbol argentino, torneos sudamericanos organizados por la Confederación Sudamericana de Fútbol (CONMEBOL), la Liga Nacional de Básquet, la Liga Argentina de Voleibol, Torneo Nacional de Clubes de rugby y el TC 2000.

## Ciencia y tecnología
Institucionalmente, Argentina desde hace décadas posee entes estatales nacionales dedicados a la ciencia e investigación en general, tales como el Conicet, la CNEA, el INTI y el INTA.

Cinco argentinos han sido galardonados con Premios Nobel, tres de ellos están vinculados con la ciencia, habiendo gran cantidad de argentinos e instituciones argentinas propuestas a recibir el premio Nobel como Eduardo de Robertis (propuesto internacionalmente para el Nobel de Medicina), Ana Mon (propuesta para el Nobel de la Paz) o Jorge Luis Borges (propuesto varias veces para recibir el premio Nobel de Literatura), entre otros argentinos postulados.
Recibieron el premio Nobel:
Bernardo Alberto Houssay, fue el primer latinoamericano en obtener un Nobel científico, en 1947, cuando fue galardonado con el Premio Nobel de Medicina, gracias a su trabajo, la fisiología fue la disciplina médica que mayor vigor y desarrollo tuvo en Argentina.
El mismo galardón fue recibido por César Milstein, por su trabajo en el desarrollo de anticuerpos monoclonales. A pesar de que lo hubiera hecho enormemente rico, Milstein no registró ninguna patente por su laureado descubrimiento, pues pensaba que era propiedad intelectual de la humanidad y como tal lo legó. De acuerdo a sus convicciones, su trabajo carecía de interés económico y solo poseía interés científico.
El Premio Nobel de Química fue otorgado a Luis Federico Leloir, convirtiéndose en el primer latinoamericano en ganar dicho premio, su investigación se centró en los nucleótidos de azúcar y el rol que cumplen en la fabricación de los hidratos de carbono. Tras su hallazgo, se lograron entender de forma acabada los pormenores de la enfermedad congénita galactosemia.
Sin embargo, a pesar de la alta capacidad de los recursos humanos argentinos y la ejecución de una política de estado sostenida desde 1997 al presente, la ciencia y la tecnología afrontan dos principales problemas en el país. En primer lugar, la baja inversión en ellas con respecto al nivel internacional, según datos del 2005, la ciencia y la tecnología verifican una fuerte dependencia del financiamiento público que aporta el 65% de la inversión distribuido en un 43% en el sector gobierno y un 22% las universidades públicas. Y en segundo lugar, la fuga de cerebros debido a que los profesionales formados en el país encuentran mejores oportunidades laborales en el exterior. 

### Actividad aeroespacial de Argentina

#### Actividad aeronáutica
Pocos años luego de fabricarse los primeros aviones exitosos del mundo (1903), Jorge Newbery y otros pioneros como el tucumano Benjamín Matienzo o M.D. López y Enrique Mosconi crearon el Aero Club Argentina (el primero de Latinoamérica) que en 1912 dio lugar a la Escuela de Aviación Militar la cual se transformó luego en la Fuerza Aérea Argentina, paralelamente y en los 1920 Francisco de Arteaga fue el principal creador de la Fábrica Militar de Aviones (también la primera de Iberoamérica), FAA actualmente llamada FAdeA ha sido prolífica en la calidad, cantidad y variedad de sus aviones, aunque Argentina nunca pudo competir a gran escala en la producción de sus ingenios ya que gran parte del mercado internacional de aviones para su oferta ya estaba ocupado por las primeras potencias del planeta. De las decenas de modelos diseñados y fabricados en Argentina se pueden mencionar el AeMB 2 «Bombi» primer bombardero del mundo iberoamericano, sin embargo dado que fortuitamente Argentina careció de guerras en la época del «Bombi» tal avión fue usado como carguero civil. Entre otros de los muchos modelos de aviones argentinos corresponde mencionar a los Pulqui (primeros aviones a reacción fabricados en Iberoamérica), los I.A. 50 GII, los I.Ae.35 Huanquero, los Ñancu, los FMA IA-58 Pucará, los IA-63 Pampa etc. Por el lado civil se destacan los aviones de despegue y aterrizaje en espacio mínimo como el Golondrina V debido a Ariel Ciro Rietti (Rietti en los 1960 también fue un pionero en la fabricación de automóviles impulsados por energía solar) y Virgilio Mira, los helicópteros de Cicaré CH-14 etc debidos a Augusto Cicaré y los de Taurasi.

#### Actividad espacial
La principal institución nacional argentina dedicada a la investigación espacial se denomina CONAE.
En 1947 Argentina diseñó y fabricó su motor de cohete a propergol llamado AN-1 para propulsar al cohete llamado Tábano, en 1958 se creó la Comisión Nacional de Investigaciones Espaciales que desarrolló una serie de cohetes, los más avanzados (al menos los declarados oficialmente en esos años junto a los del Reino Unido, China y Francia) del mundo en esa época tras los de la URSS y los EUA, entre esos cohetes argentinos que descollaron a inicios de los 1960 se destacan las series de cohetes como el Orion I, el Canopus II, el Rigel, el Castor A entre otros cohetes exitosos (los cohetes argentinos de esa época no tenían la magnitud ni grado de know how de los soviéticos ni de los estadounidenses entre otros motivos porque la cohetería soviética y estadounidense se basaba en los científicos alemanes (como Werner von Braun) capturados por los Aliados al finalizar la Segunda Guerra Mundial, en cambio, la industria aeroespacial argentina aunque pudiera haber tenido algunos datos del know how precedente se basaba en la pura investigación ingenieril argentina. Por otra parte, aunque Argentina hasta mediados de los 1960 era un país que mantenía gran parte de la prosperidad que en el 1900 la había puesto entre las principales economías del mundo ya tras la segunda mitad de los 1960 las pésimas gestiones económicas iban aceleradamente alejando a la Argentina del potencial de las grandes economías del planeta. Tras una época de gran decadencia, por ejemplo gran parte de los más eminentes técnicos y científicos argentinos se encontraron forzados a abandonar su País desde la segunda mitad de los 1960 y, siempre debido a las crisis económicas reflejadas en crisis políticas, Argentina ha venido perdiendo gran parte de su capital humano en una fuga de cerebros; esto explica que tan tardíamente como en el 2014 (con un retraso de dos años según la fecha inicial de lanzamiento) Argentina ha probado lanzar un cohete vector de satélites llamado Tronador. En los inicios de la historia de la astronáutica argentina se destacaron y destacan los ingenieros Teófilo Tabanera, Aldo Zeoli.
Argentina ha construido satélites, ha desarrollado su propio modelo de central nuclear compacta Carem del INVAP de cuarta generación y provee de pequeños reactores nucleares de investigación a diversos países. Entre algunos de los avances en materia de desarrollo armamentístico se cuenta el misil AS-25K, uno de los primeros desarrollos en el presente siglo XXI del CITEFA (Instituto de Investigaciones Científicas y Técnicas de las FFAA).

## Familia

### Estructura familiar
En Argentina, se ha modificado en las últimas décadas, el tamaño y la estructura familiar tanto desde un punto de vista cuantitativo como cualitativo. Desde que la esperanza de vida se duplicó se ha modificado el concepto de familia. Los abuelos, por ejemplo, se hacen cargo de sus nietos como si fueran hijos propios.
Ya no existe un modelo único de familia, la tasa de matrimonios ha declinado considerablemente y, con la legalización del divorcio, en Argentina conviven, cada vez más seguido, las familias ensambladas, las familias homoparentales, las familias monoparentales, las familias extendidas y las familias formadas por personas que conviven sin pasar por el registro civil. A pesar de los cambios en el número y la diversidad de las familias que se alejan del modelo tradicional, la familia nuclear no ha desaparecido, solo que ya no está conformada por el tradicional padre-madre-hijos.

### Matrimonio y divorcio
La igualdad política de hombres y mujeres, se complementó con la igualdad jurídica de los cónyuges y la patria potestad compartida que garantizó el artículo 37 (II.1) de la Constitución de 1949. El texto fue directamente escrito por Eva Perón. En 1955 la Constitución fue derogada tras el Golpe de Estado de 1955, y con ella la garantía de igualdad jurídica entre el hombre y la mujer en el matrimonio y frente a la patria potestad, reapareciendo la prioridad del hombre sobre la mujer. La reforma constitucional de 1957 tampoco reincorporó esta garantía constitucional, y la mujer argentina permaneció discriminada legalmente hasta que se sancionó la ley de patria potestad compartida en 1985, durante el gobierno de Raúl Alfonsín.
Desde el día el 15 de julio de 2010, las parejas homosexuales gozan de los mismos privilegios conyugales que los heterosexuales. De esta forma, el país se convirtió en el primero de América Latina en reconocer el matrimonio entre personas del mismo sexo en todo su territorio nacional. Además, se convirtió en el décimo país en legalizar este tipo de unión a nivel mundial.

## Sufragio femenino
El activismo feminista a favor del sufragio femenino y poder elegir sus representantes tiene una larga historia en la Argentina. Las militantes feministas y socialistas lucharon durante años para lograr el derecho de las mujeres a votar. Ya en 1907 se formó en Buenos Aires el Comité Pro-Sufragio Femenino formado por activistas femenistas y socialistas, como Alicia Moreau de Justo. En 1910 se realizó el primer Congreso Femenino Internacional en Buenos Aires y allí se debatió el derecho al voto. Entre las activista pro voto femenino se destacaron Raquel Camaña y Elvira Rawson.

Julieta Lanteri fue la primera mujer en Sudamérica en votar. En 1919 se presentó como candidata a diputada nacional por la Unión Feminista Nacional. En 1911 el primer proyecto de ley de voto femenino lo presentó, sin éxito, el diputado socialista Alfredo Palacio. En 1929 y en 1932, el senador socialits Mario Bravo presentó al Congreso nacional el segundo proyecto de ley para el voto femenino, pero fue nuevamente rechazado. En 1928, gracias a Aldo Cantoni, este derecho ya había sido reconocido en San Juan. Con una lucha constantes de las feministas argentinas, entre 1911 y 1947 se presentaron 22 proyectos de ley para reconocer el voto femenino que fueron rechazados por el Congreso.
Recién en 1947, por primera vez y gracias a la influencia de Evita Perón, quien fundó el Partido Peronista Femenino, se sancionó la ley reconociendo a todas las mujeres mayores de 18 años el derecho a votar y ser votadas (sufragio femenino), existiendo recién entonces sufragio universal en la Argentina.
A pesar de que el rol de Eva Perón fue fundamental para la aprobación de la Ley 13010, el sufragio femenino fue el producto de cincuenta años de lucha del movimiento feminista argentino.

## Alcohol, drogas y tabaquismo
En Argentina se considera droga a toda sustancia que, introducida en el organismo por cualquier vía, produce una modificación de su natural funcionamiento. Una gran variedad de elementos contribuyen al consumo en el país: la pobreza, la exclusión social, la inseguridad, la distorsión de valores, las carencias afectivas y las presiones en el ámbito laboral.
En Argentina fue sancionada el 1 de junio de 2011 una Ley Nacional Antitabaco, promulgada el 13 de junio de 2011.

## Armas
En Argentina rige la Ley Nacional de Armas y Explosivos, las normas que la modifican y sus decretos reglamentarios.
La autoridad de aplicación es Registro Nacional de Armas, dependiente del Ministerio de Justicia, Seguridad y Derechos Humanos.
El artículo 21 de la Constitución Nacional afirma:

Todo ciudadano argentino está obligado a armarse en defensa de la Patria y de esta Constitución, conforme a las leyes que al efecto dicte el Congreso y a los decretos del Ejecutivo Nacional. Los ciudadanos por naturalización, son libres de prestar o no este servicio por el término de diez años contados desde el día en que obtengan su carta de ciudadanía.